# Guadiana
Le Guadiana est un fleuve international de la péninsule Ibérique, qui se jette dans l'océan Atlantique dans le golfe de Cadix. Certaines de ses sections font partie de la frontière entre l'Espagne et le Portugal.

## Étymologie
Les Maures le nommèrent Wadi Ana (wadi qui signifie cours d'eau ou vallée en arabe hispanique  et Ana qui vient de l'hydronyme pré-roman Anas). Après la Reconquista, le nom a évolué pour devenir Guadiana, une variation cognitive utilisant le préfixe guad qui s'est développé pour de nombreux hydronymes à racine arabe (ainsi en est-il pour les Guadalquivir, Guadalete, Guadalajara ou Guadarrama).

## Géographie

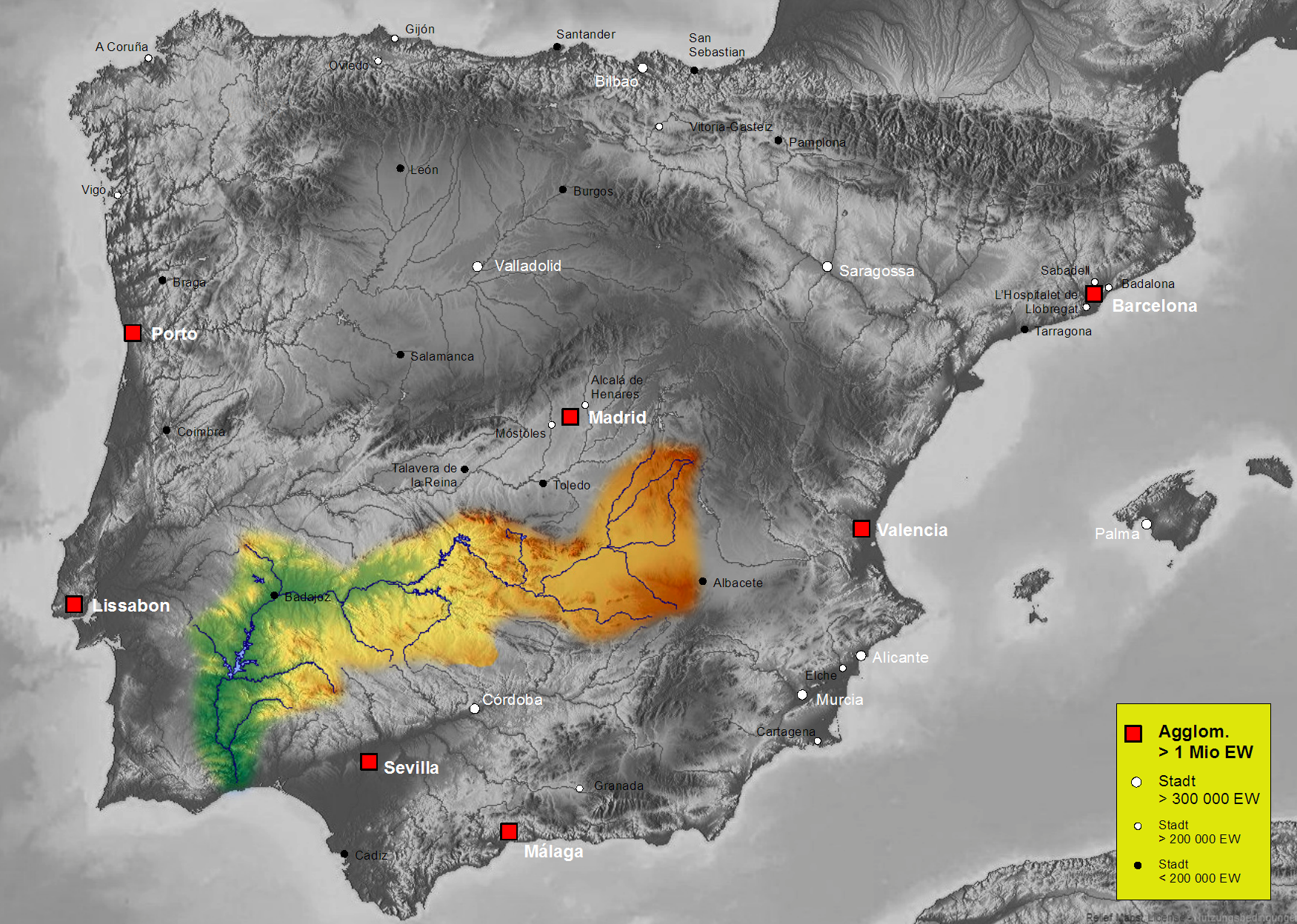
Bassin versant du Guadiana.

### Bassin versant
Le Guadiana court sur 818 km, dont 578 km sont en territoire espagnol, 140 km en territoire portugais, et 100 km sont communs aux deux pays. 81,9 % de son bassin sont en Espagne (55 513 km2) et 17,1 % sont au Portugal (11 620 km2).
Son débit est assez faible car il draine des régions arides : montagnes de Tolède, Sierra Morena, plaines de la Mancha. Il charrie environ moitié moins d'eau que le Tage ou le Douro.

### Sources

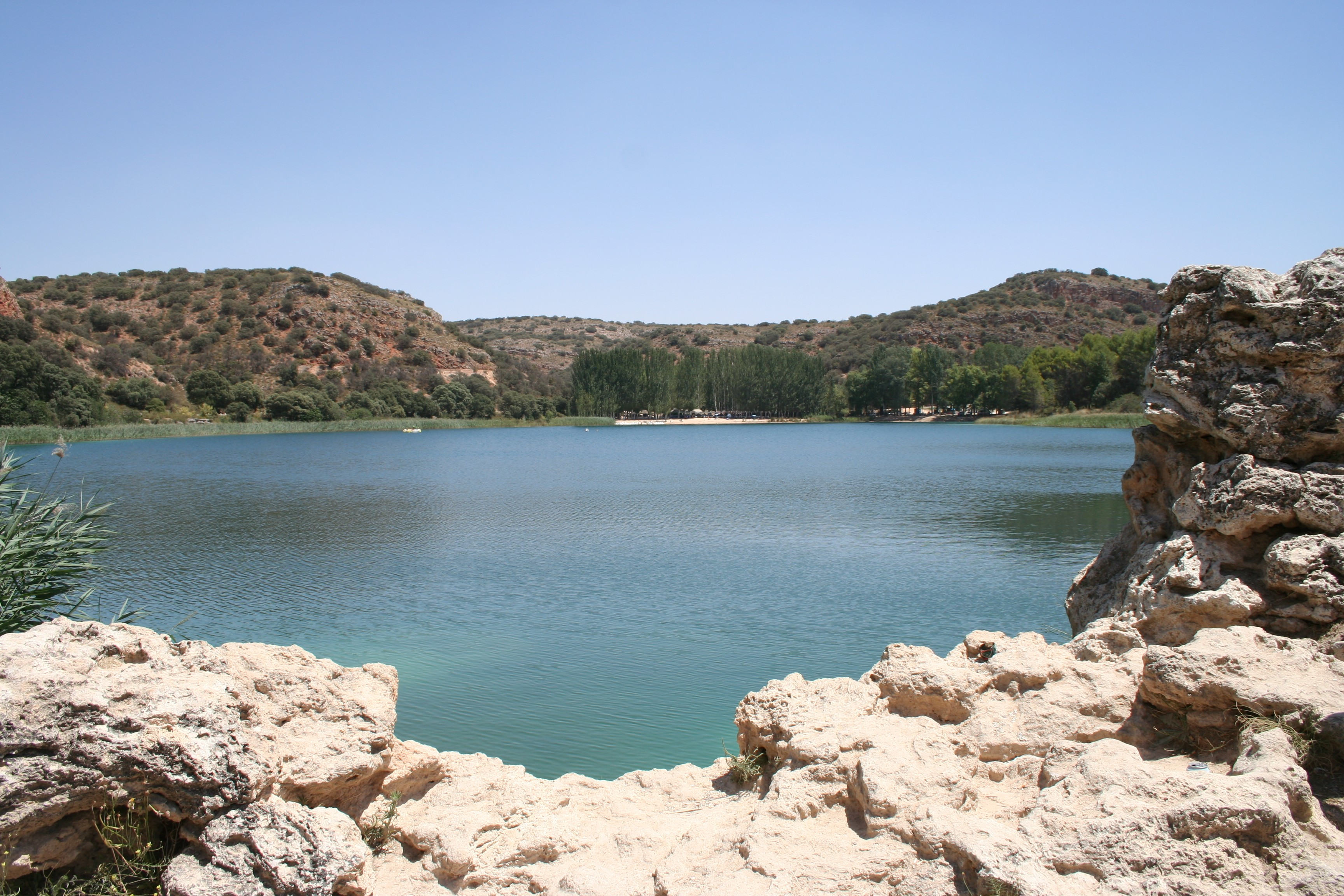
Lac de La Salvadora, un des lagunas de Ruidera.

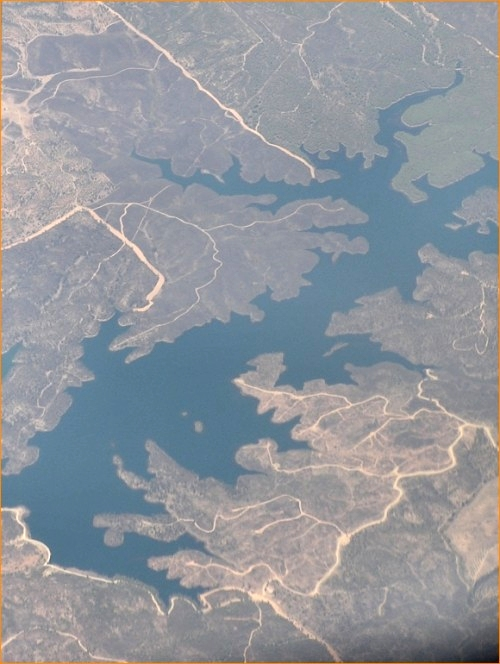
Lac d'Alqueva, le plus grand réservoir d'Europe.

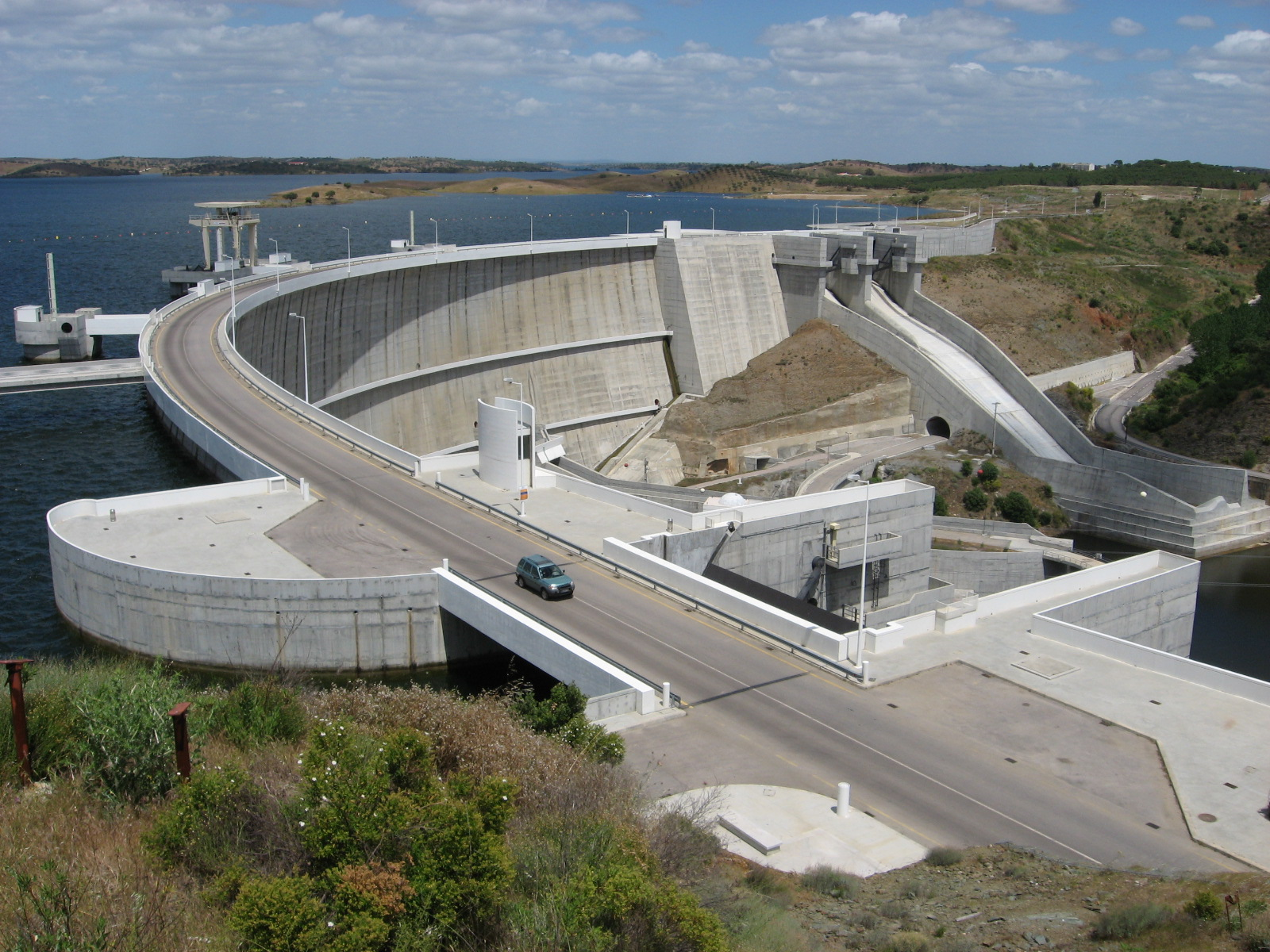
Barrage d'Alqueva.

La source exacte du fleuve en Castille-La Manche est controversée (voir Parc naturel des lacs de Ruiddera, à environ 90 km à l'est de Ciudad Real).
Une théorie classique introduite par Pline l'Ancien affirmait que la source du fleuve était aux lagunes de Ruidera et qu'il se divisait en deux branches : le Guadiana supérieur (espagnol : Guadiana Viejo) et le Guadiana, avec une section souterraine où serait advenue la division. Cette légende a été à l'origine de la croyance que le fleuve apparaissait et disparaissait dans le temps, croyance qui a perduré jusqu'au XIXe siècle. De fait il n'existe pas de cours souterrain. 

La croyance que la source est dans les lagunes de Ruidera est également controversée. Traditionnellement et par toponymie, le Guadiana supérieur, qui court de Viveros (Albacete) jusqu'à Argamasilla de Alba (Ciudad Real) a été identifié comme la branche principale du Guadiana. Mais même les données hydro-géologiques indiquent que le Guadiana supérieur pourrait ne pas être la rivière principale du système.
L'acceptation générale est qu'il prend sa source à Ojos del Guadiana, terme municipal de Villarrubia de los Ojos dans la province de Ciudad Real, communauté autonome de Castilla-La Mancha, à environ 608 mètres d'altitude.

### Cours
De sa source le fleuve coule vers l'ouest à travers le plaine en Espagne méridionale, jusqu'à l'approche de la ville de Badajoz. Là, il se tourne vers le sud à travers le Portugal, pour rejoindre le golfe de Cadix entre Vila Real de Santo António (Portugal) et Ayamonte (Espagne).
Deux sections du Guadiana font partie de la frontière entre l'Espagne et le Portugal. La première section frontalière commence au point de confluence avec la rivière Caia à environ 10 km en aval de Badajoz, jusqu'au point de confluence avec l'Arroyo de Cunces au ravin de Cuncos ; la deuxième section frontalière commence au point de confluence avec la rivière Chança jusqu'à son embouchure. 

Le Guadiana n'est pas un repère définitif de la frontière entre les deux pays. Entre le ravin Olivenza et le ravin Táliga, la frontière est disputée de jure par les deux pays et administrée de facto par l'Espagne (dans le cadre de la communauté autonome de l'Extremadura).
En Espagne, le Guadiana arrose trois  communautés autonomes : Castilla-La Mancha, Extremadura (dont les villes de Medellín et  Mérida) et Andalousie). Il comprend les provinces de Ciudad Real, Badajoz, Huelva et en partie Albacete. 

Au Portugal il traverse les régions d'Alentejo et d'Algarve, et les districts de Portalegre, Évora, Beja et Faro.
Il est navigable de son embouchure à Mértola, soit 68 km.

### Embouchure
Il est l'un des 5 fleuves espagnols ayant comme embouchure l'Atlantique. Les autres sont le Tage, le Guadalquivir, le Duero, et le Miño.
Son estuaire forme un marécage classé en plusieurs réserves naturelles qui couvrent 2 809 ha : les Marismas de Isla Cristina en Espagne, et la réserve naturelle de Castro Marim (Reserva Natural do Sapal de Castro Marim e Vila Real de Santo António) au Portugal. Il est entouré de zones à gros développement touristique.

L'estuaire a une largeur maximale de 550 m, avec une profondeur variant de 5 à 17 m. L'amplitude des marées va de 0,8 à 3,5 m. leur propagation est limitée par des chutes situées à 76 km en amont, à Moinho dos Canais.

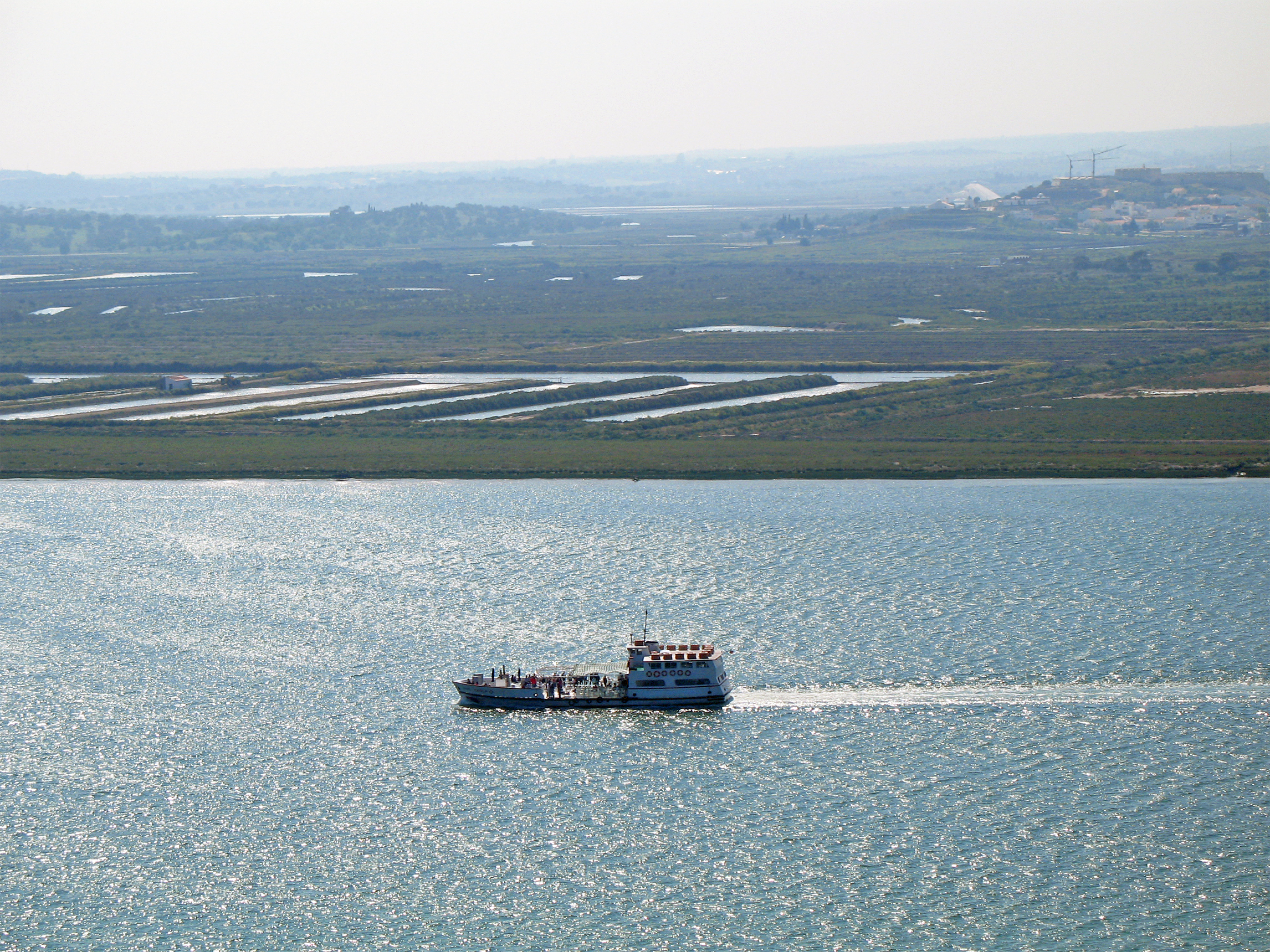
Le fleuve à Ayamonte, près de l'embouchure, et la rive portugaise.
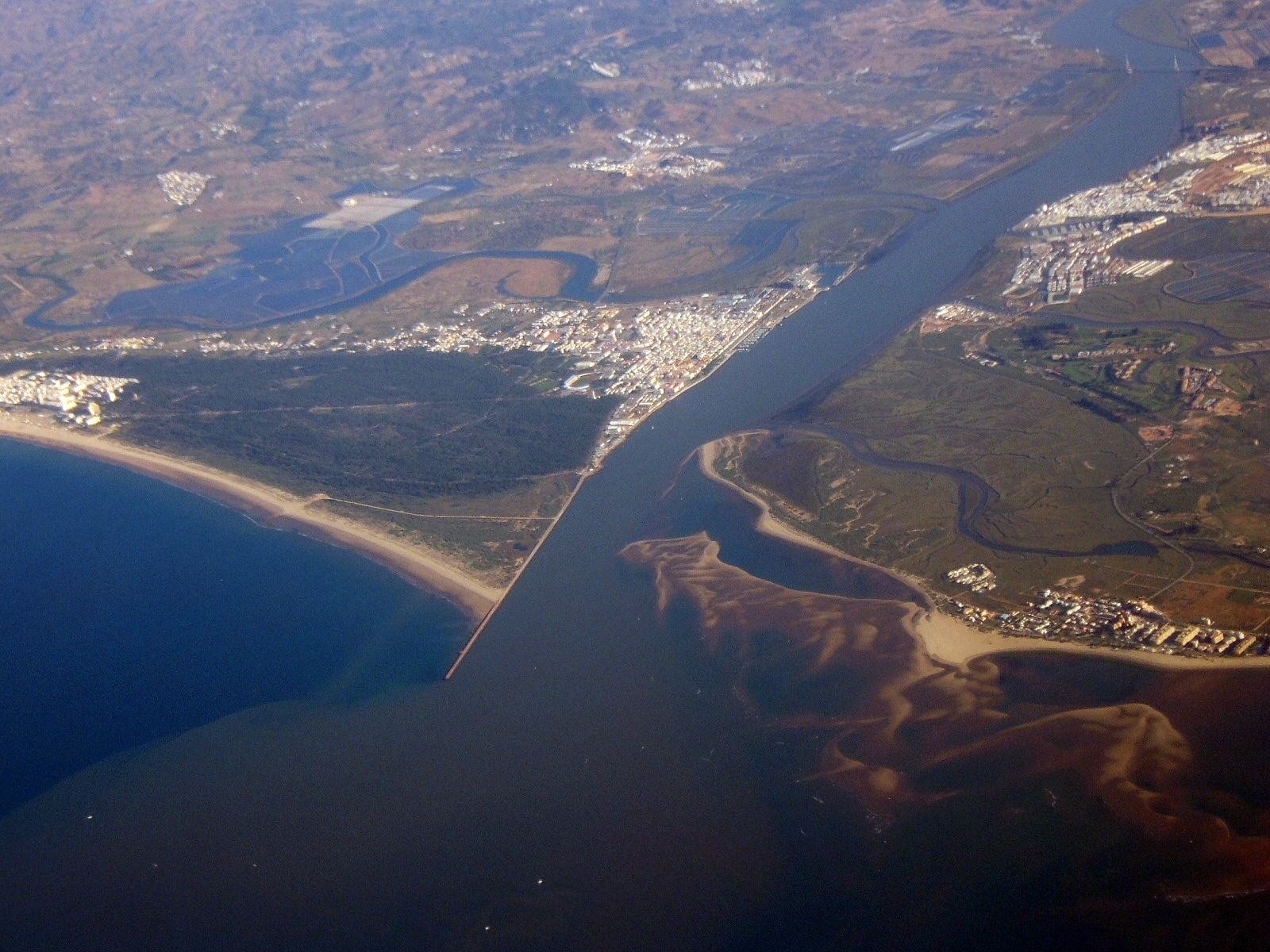
Estuaire du Guadiana.
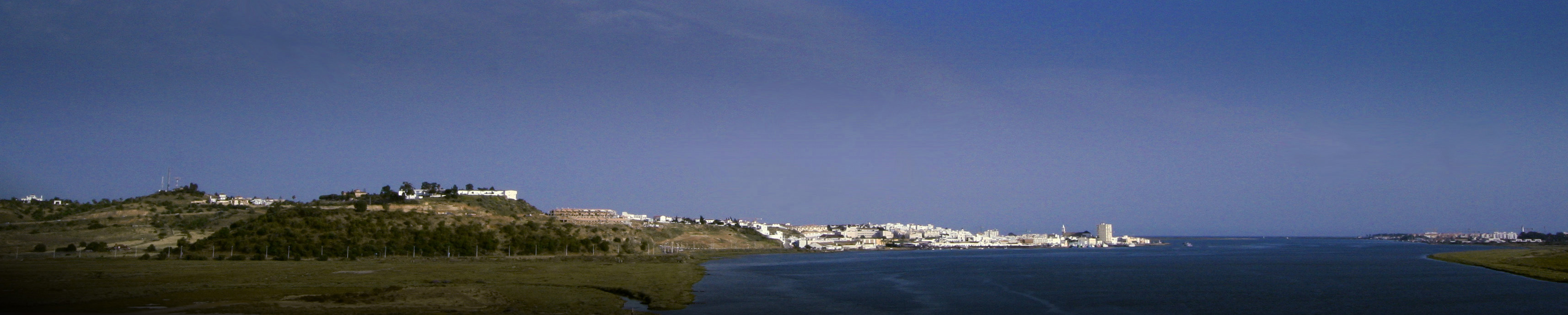
Embouchure du Guadiana.
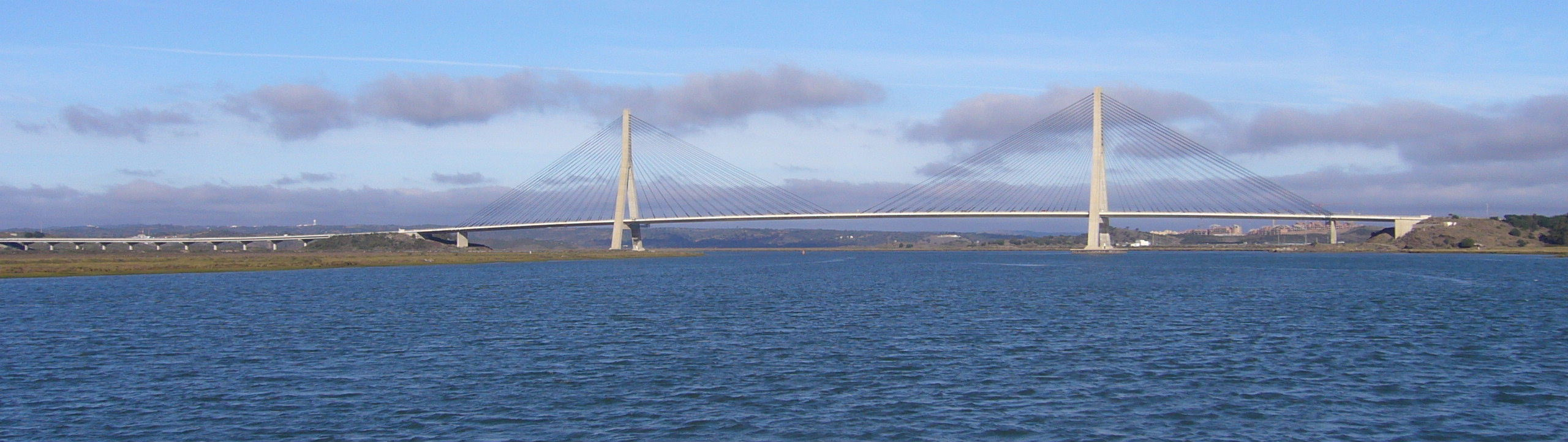
Pont international sur l'estuaire[5].

## Affluents

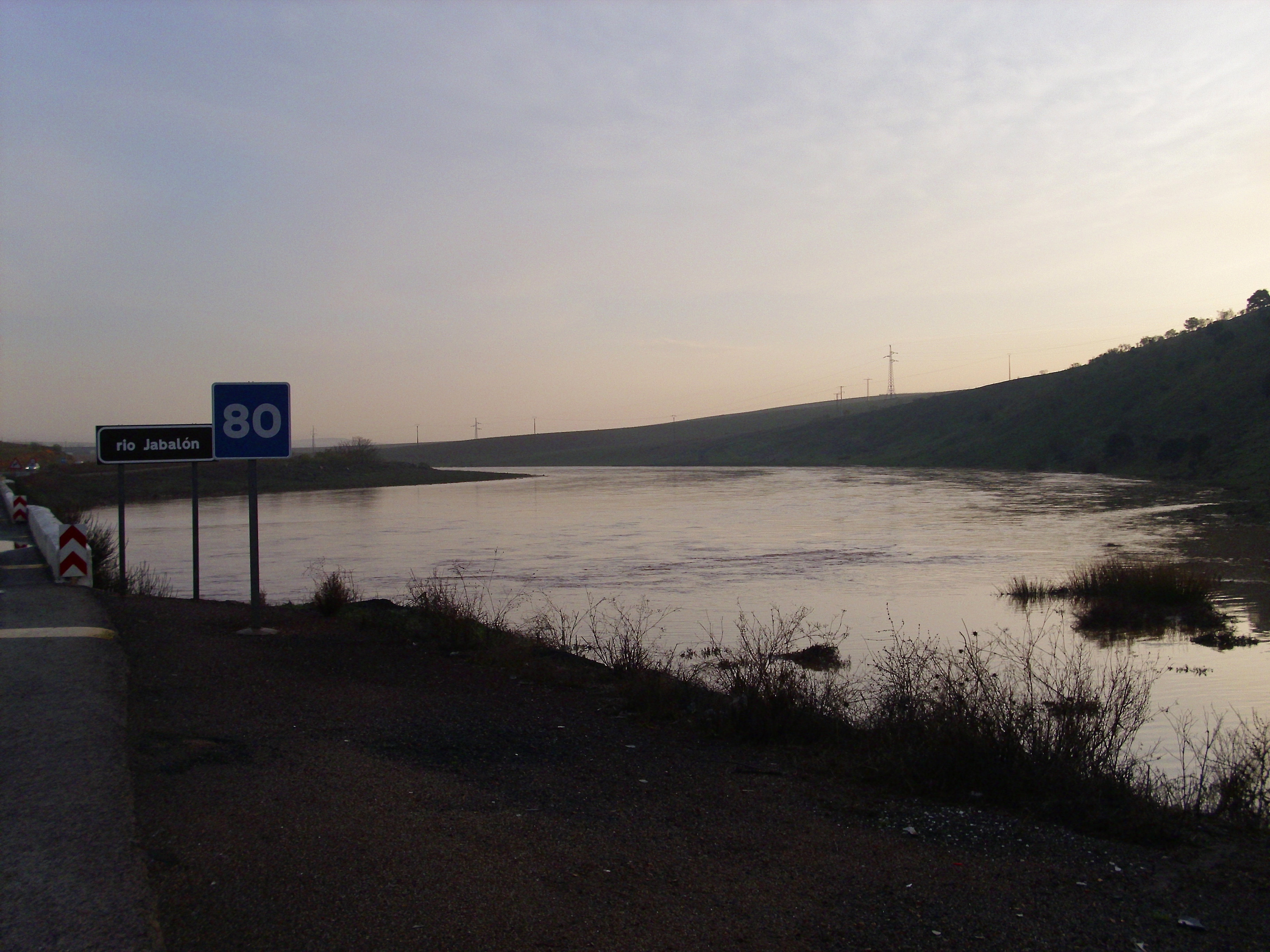
Rio Jabalon à Campo de Calatrava.

Bassin du fleuve Guadiana.

Les principaux affluents du Guadiana sont les rivières :
- Záncara (D)
- Cigüela (D)
- Guadiana Alto (G)
- Azuer (G)
- Jabalón (G)
- Bullaque (D)
- Zújar (G)
- Matachel (G)
- Ardila (G)
- Chanza (G)

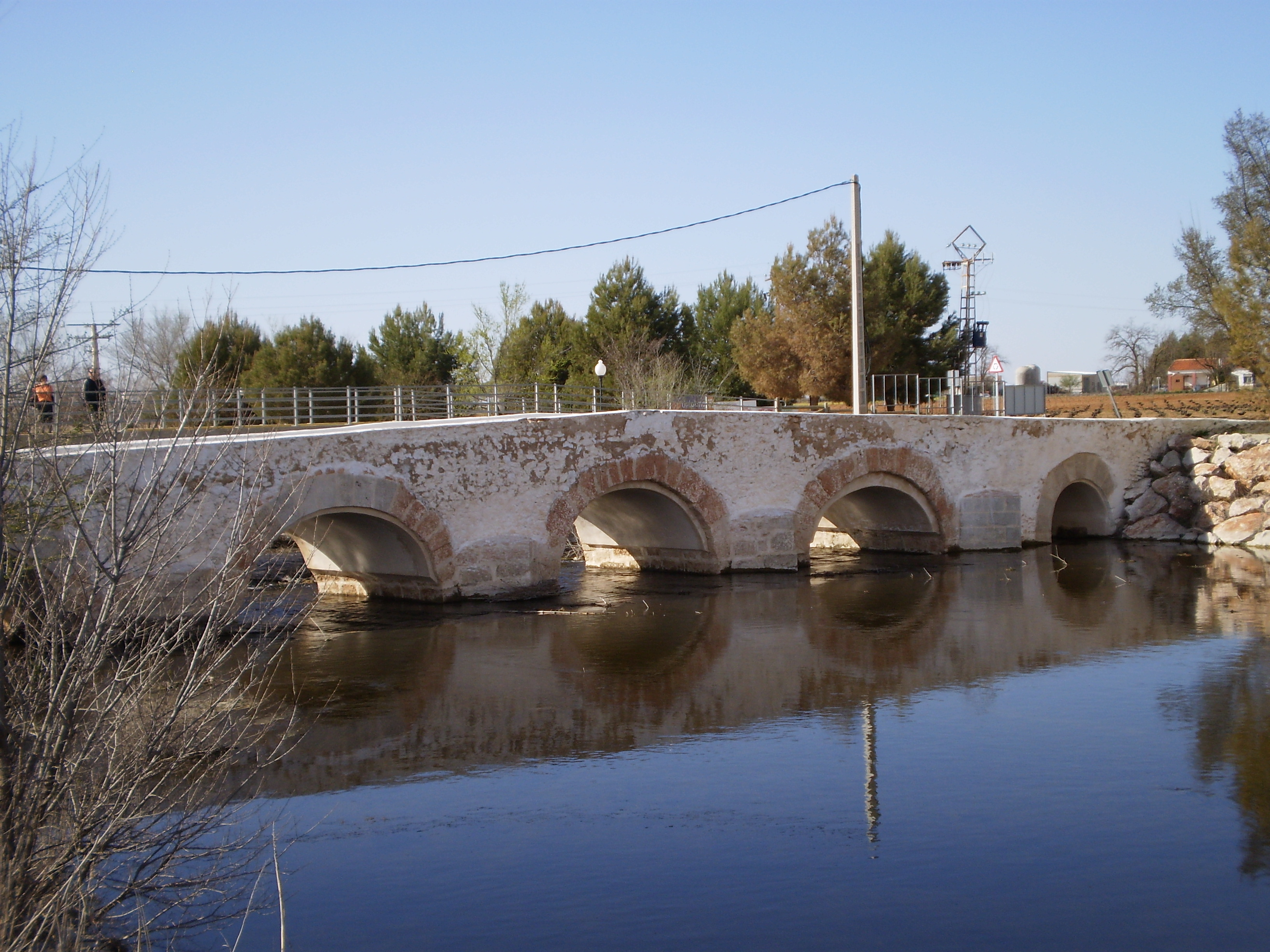
Pont de Saint-Michel (San Miguel) sur le Záncara à Pedro Muñoz.
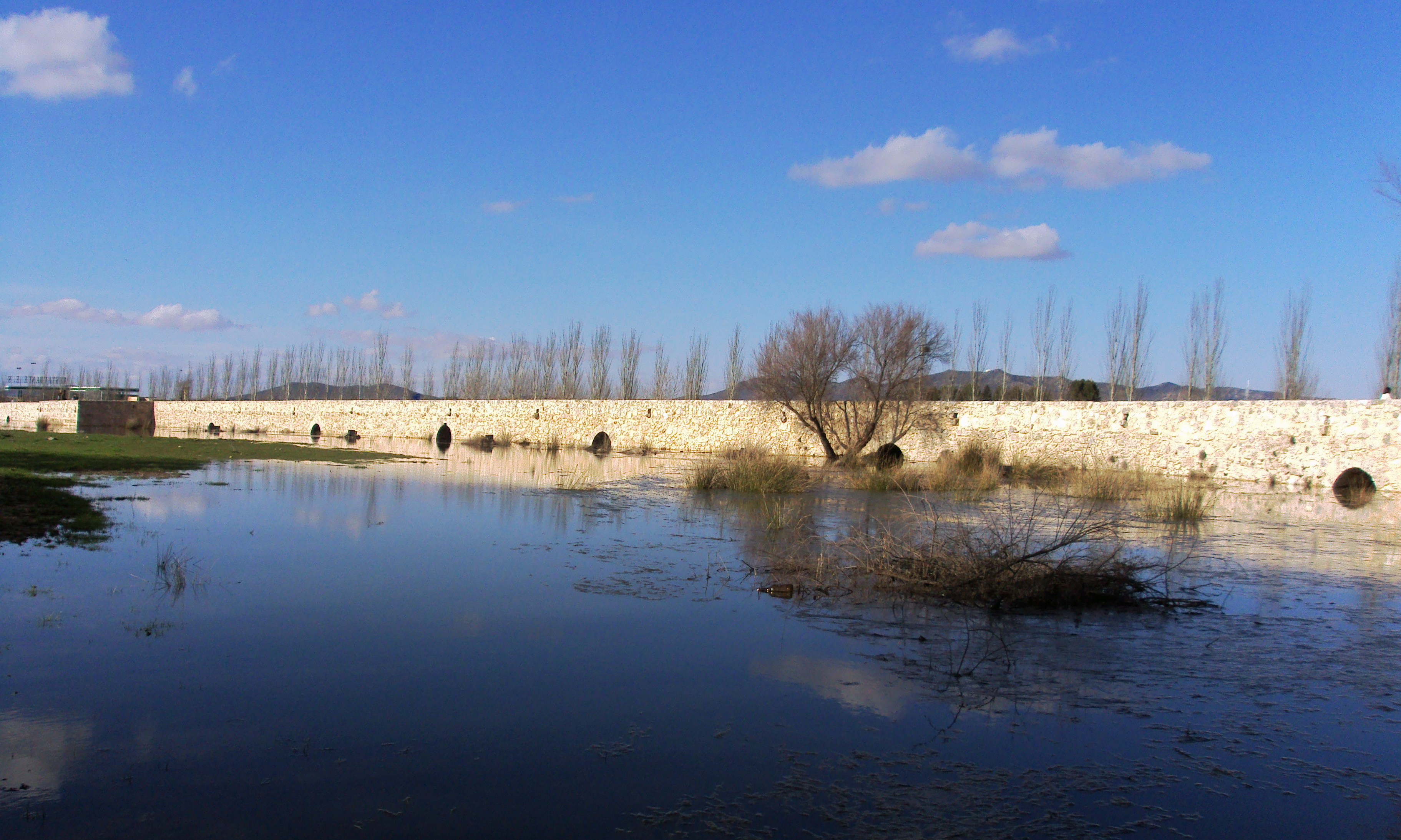
Le Cigüela à Villarta de San Juan(inondation février 2010).
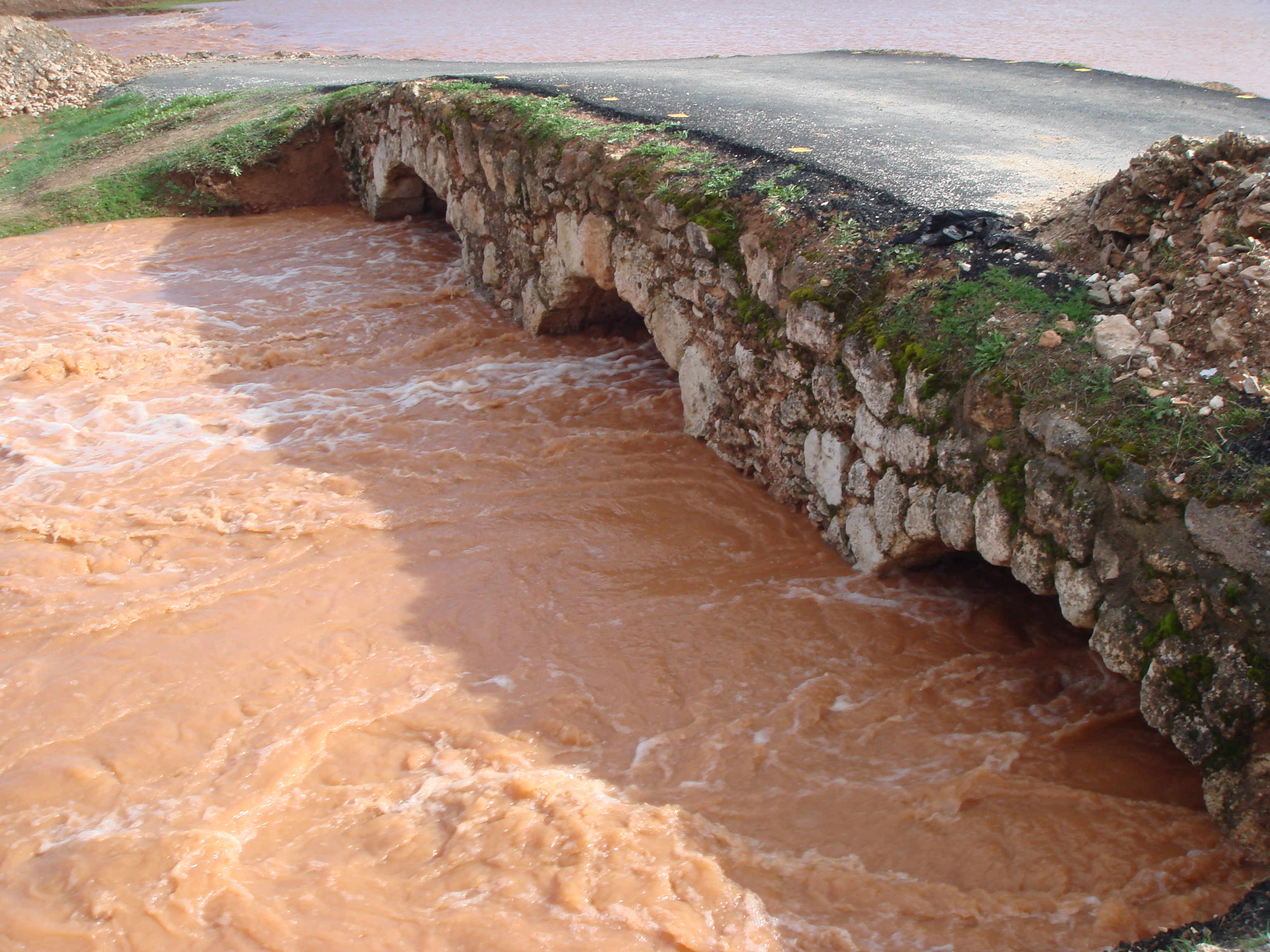
L'Azuer au pont romain de Daimiel.
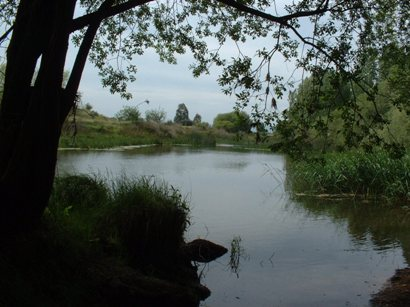
Le Bullaque à El Robledo.
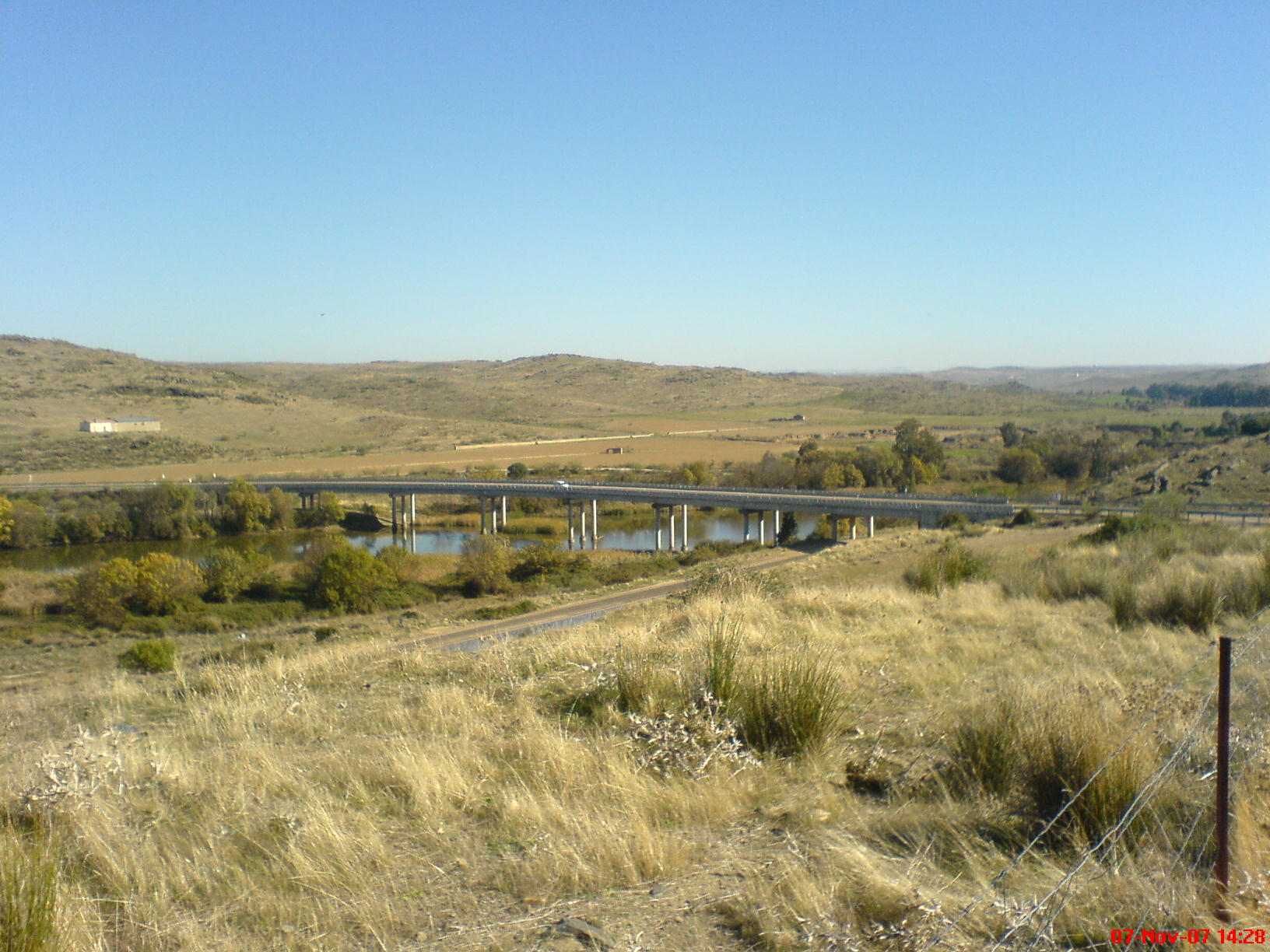
Pont de la EX-115 sur le Zújar.
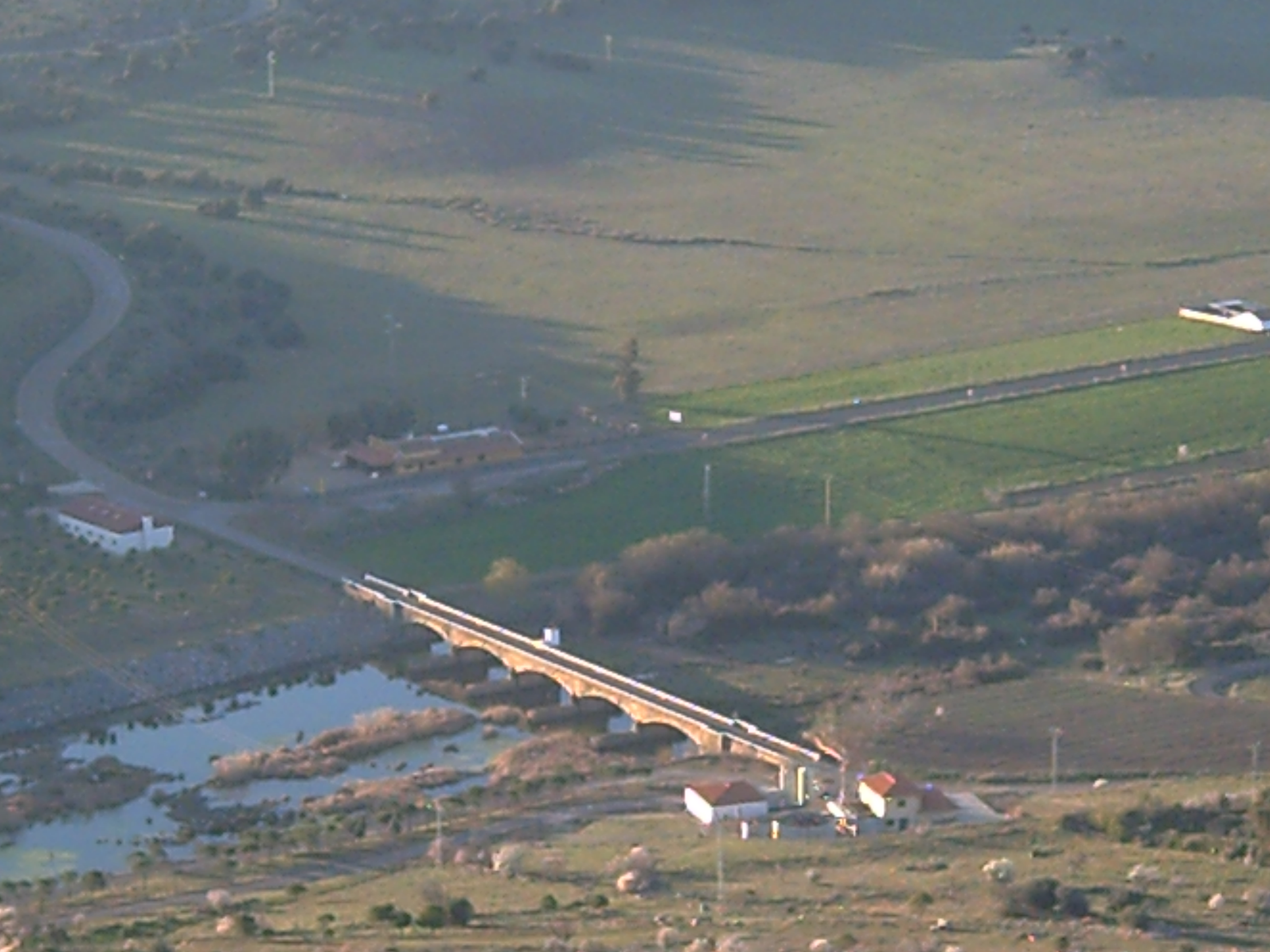
Le Matachel vu du château d'Alanhi.
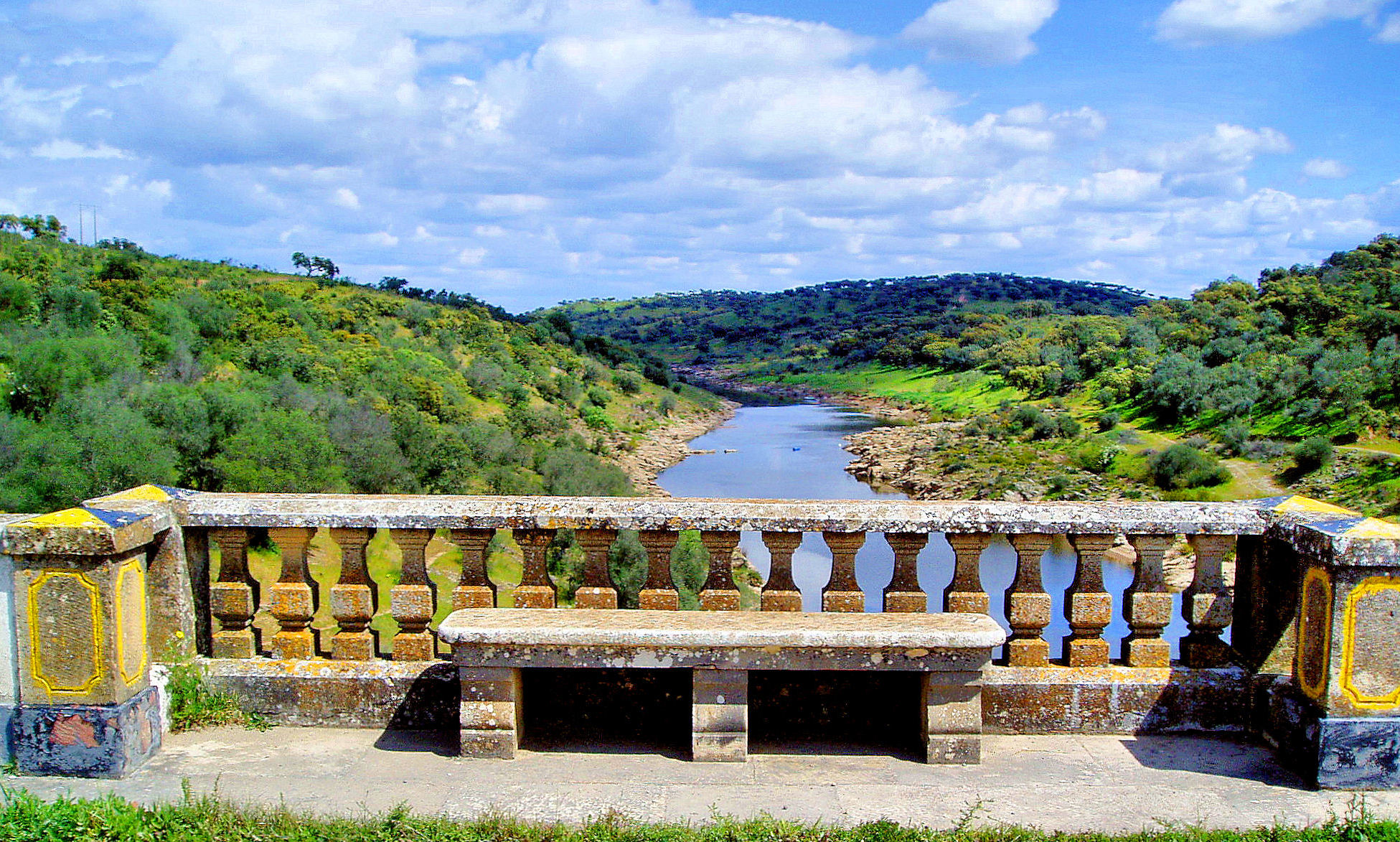
L'Ardilla à Moura.
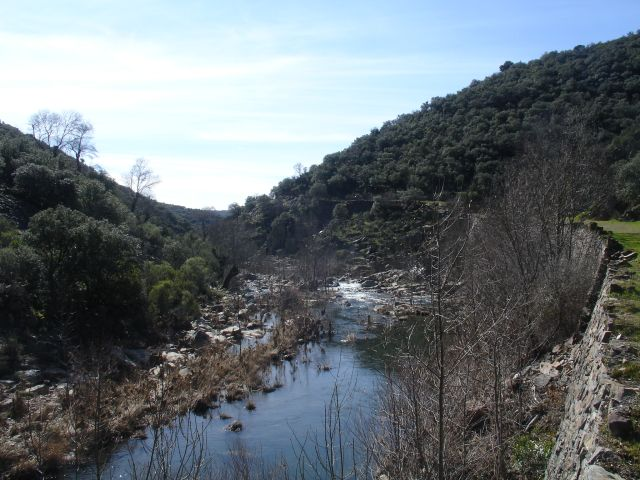
L'Estena.
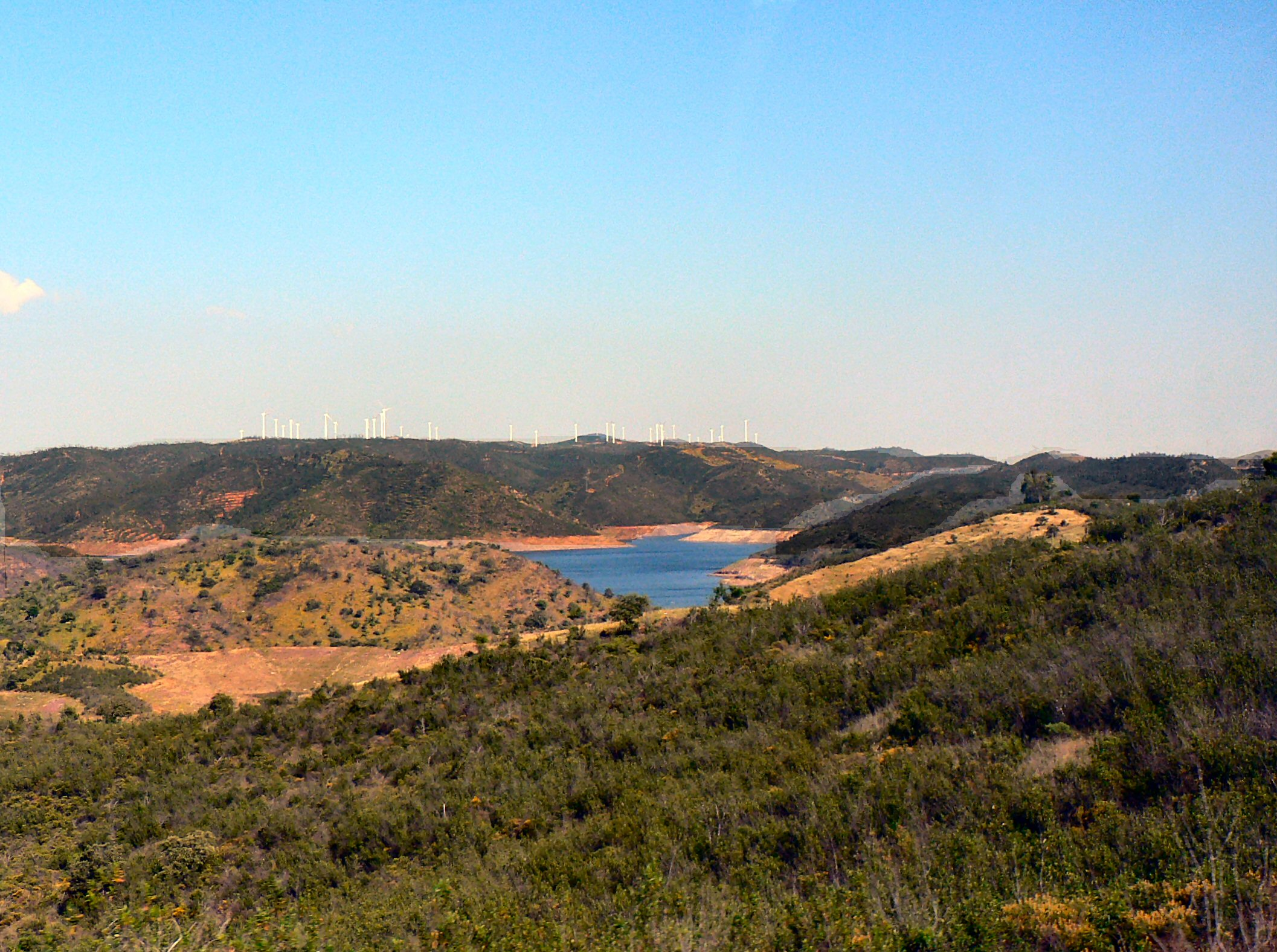
Réservoir du barrage sur le Chança près de Pomarão.
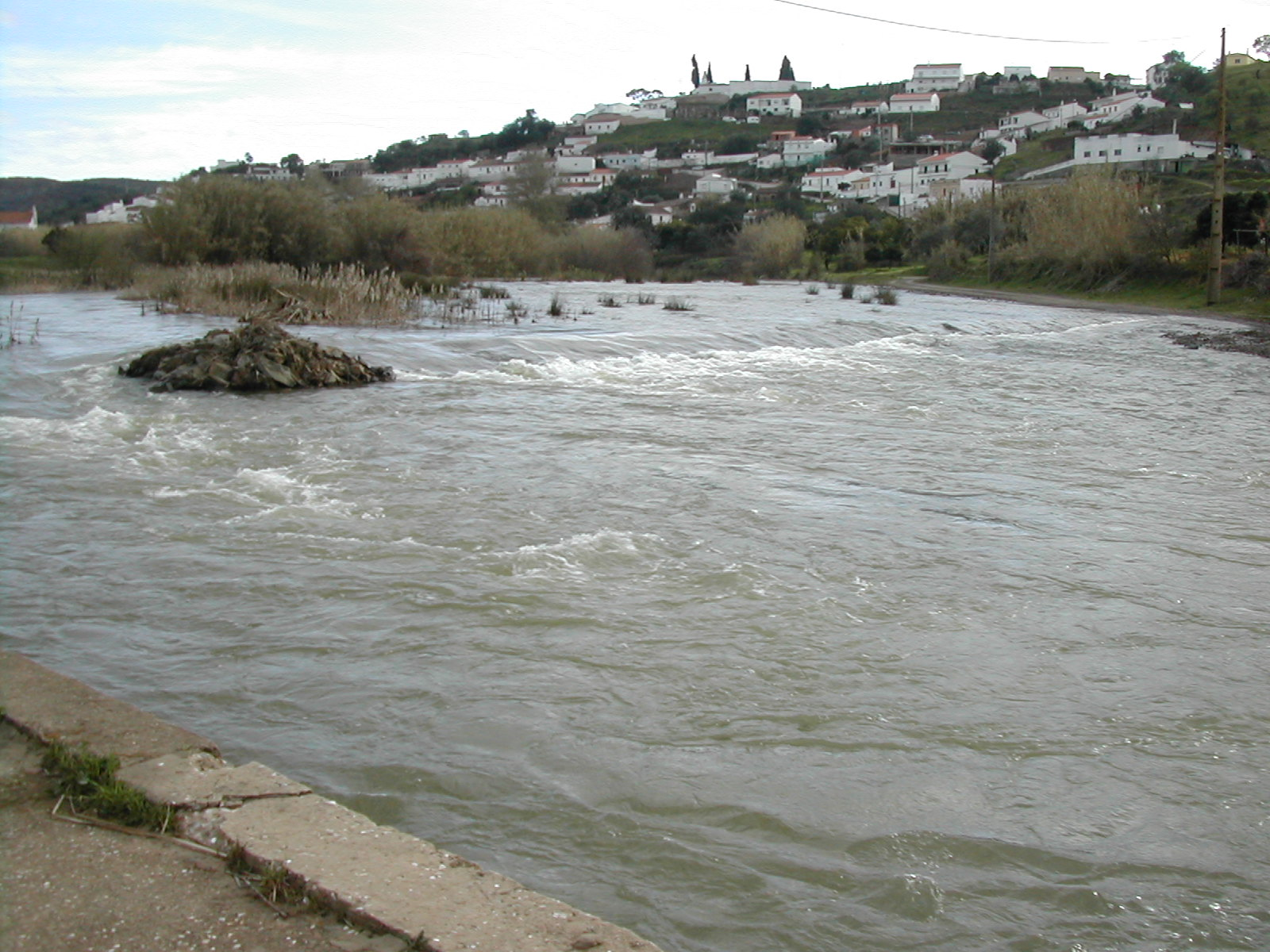
L'Odeleite.
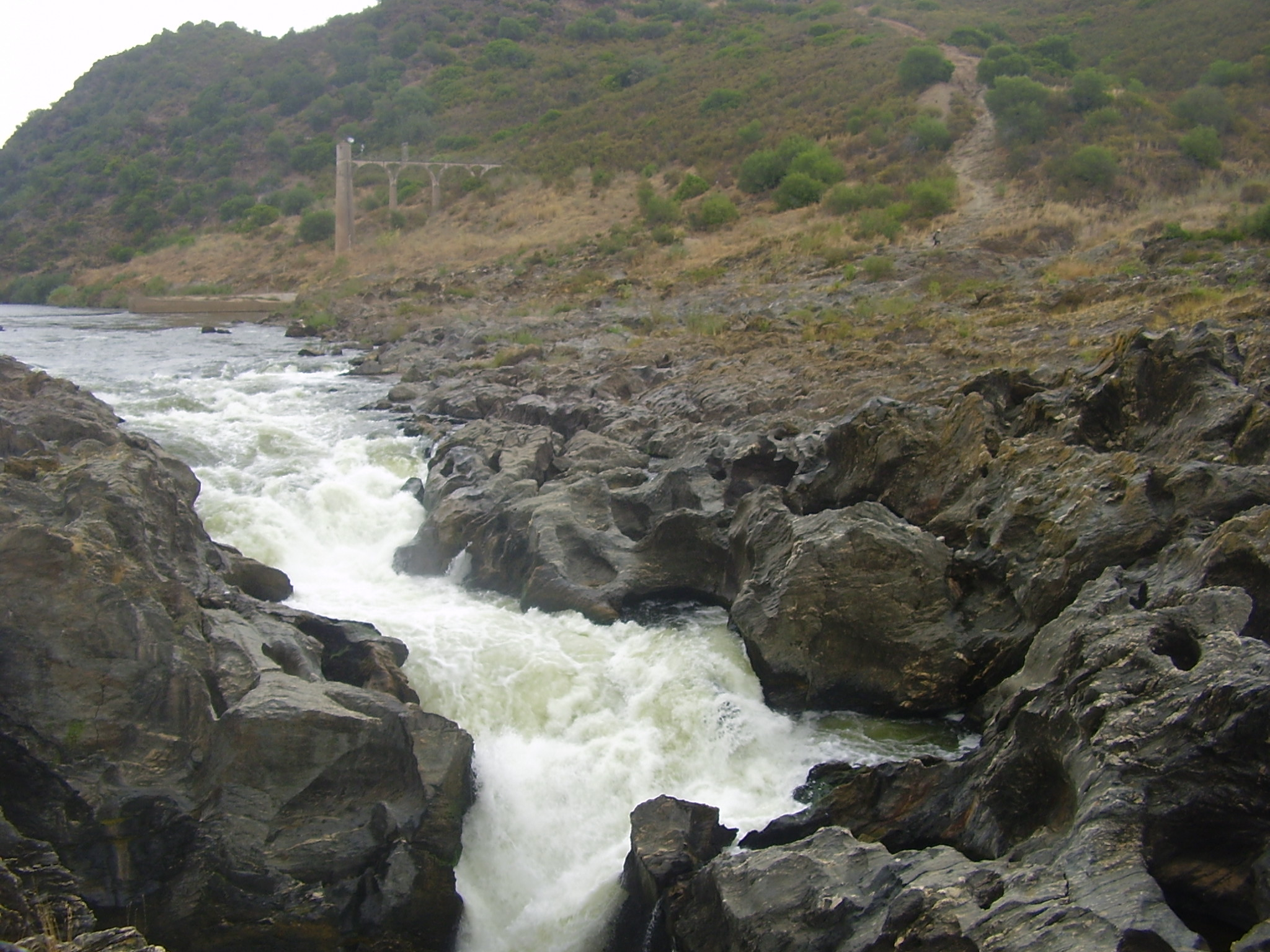
Le Pulo do Lobo (Saut du Loup) dans le parc naturel du Vale do Guadiana (pt).

## Écologie

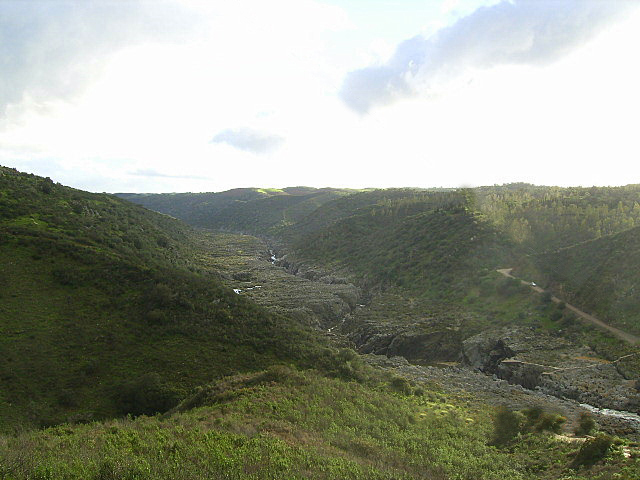
Cascades au Pulo do Lobo (Saut du Loup) à Monte de Pias, parc naturel de la Vallée du Guadiana.

Ce fleuve abrite une espèce rare de poisson Squalius alburnoides qui est une espèce endémique de la péninsule (Portugal et sud de l'Espagne). Cette espèce est classée vulnérable par l'UICN. Ce poisson a la particularité d'être aneuploïde.
En plus de l'alimentation des marais du parc naturel des lacs de Ruidera et du parc national des Tablas de Daimiel, déjà mentionnés, le Guadiana traverse plusieurs zones naturelles protégées : parc naturel du Vale do Guadiana (pt) (en Portugais Parque Natural do Vale do Guadiana) (37° 48′ 16,67″ N, 7° 37′ 56,20″ O), réserve naturelle de Castro Marim sur le côté portugais de son estuaire. Il contribue aussi au modelage du terrain sédimenteux dans le parc naturel Marismas de Isla Cristina près de son estuaire du côté espagnol.

## Impact humain

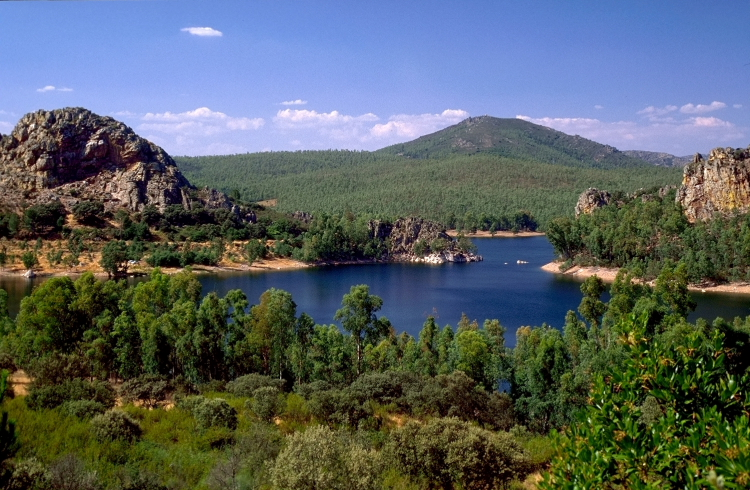
Réservoir de Garcia Sola (réalisé dans le "Plan Badajoz").

À la fin des années 1950, un plan d'"aménagement" du cours d'eau, dit "Plan Badajoz" et s'étalant sur une quinzaine d'années, a été lancé en 1952, principalement en faveur du district de Badajoz.
Le Guadiana passe par des défilés dans les monts de Tolède. Ces défilés ont servi de cadre pour la création de plusieurs barrages. Il y a plus de 30 barrages dans le bassin versant du Guadiana, le plus grand étant le barrage d'Alqueva près de Moura dans le district de Beja. Ce barrage est à l'origine du plus grand réservoir d'Europe, le réservoir d'Alqueva, qui occupe une surface de 250 km2 pour une capacité de 4 150 hm³.
Vers la fin des années 1960, à l'achèvement du plan Badajoz, l'eau avait été amenée à plusieurs milliers d'hectares ; la plupart des villes et villages du district de Badajoz avaient de l'électricité ; et des dizaines d'industries nouvelles s'étaient installées dans les zones urbaines grandissantes de la province.
Ce qui a été appelé « le projet d'irrigation le plus réussi en Espagne » a en fait eu des conséquences socio-économiques mitigées et des conséquences écologiques catastrophiques.
Jusqu'à l'achèvement du Plan Badajoz, les agriculteurs prélevaient l'eau à petite échelle et se limitaient à des cultures dont les besoins en eau étaient limités. À partir des années 1970, les méthodes ont radicalement changé. D'une part l'irrigation s'est mécanisée, entraînant des prélèvement notablement plus importants qu'auparavant. En 1973, l'année même où la zone des Tablas de Daimiel était désignée en parc national, des cours d'eau en étaient modifiés et des puits y étaient creusés pour accroître l'irrigation agricole.
D'autre part les cultures nouvellement adoptées, spécialement dans les années 1980 avec le maïs, betterave et alfalfa en particulier, ont eu de plus grosses demandes en eau en été que les cultures traditionnelles (olive, vignes et blé). Cette surexploitation disproportionnée par rapport à la quantité d'eau effectivement et durablement disponible a amené la baisse des nappes aquifères. Ceci a par extension introduit des inégalités sociales croissantes. En effet le système de répartition des droits à l'eau était proportionné à l'évolution de son utilisation. Quand les nappes aquifères ont baissé, les gros agriculteurs ont pu creuser leurs puits plus profondément, ce qui a accru leurs droits d'eau ; une manœuvre que les petits agriculteurs ne pouvaient pas se permettre. Ainsi ces aménagements ont engendré une croissance des inégalités en faveur des grosses exploitations agricoles, au détriment des petites exploitations et des villes.
À la fin des années 1980, deux nappes aquifères étaient déclarées en surexploitation par la Confédération Hydrographique du Guadiana. Des limitations à l'utilisation de l'eau ont alors été mises en place pour réduire la consommation d'eau à des quantités inférieures à celles nécessaires pour la recharge naturelle des nappes, et d'autres mesures ont également été adoptées dans ce but. Mais ces restrictions ont été peu observées par les utilisateurs, et malgré l'interdiction de nombreux autres puits ont été creusés dans les années 1990. Pourtant, en 1993, l'Union européenne a adopté des mesures de compensations financières aux agriculteurs qui changeaient la nature de leurs récoltes (pour des plantes moins exigeantes en eau). Mais ce Plan Agri-Environnemental, d'une durée de 5 ans seulement, a principalement permis aux grosses exploitations de monopoliser les subsides - pour ceux qui ont participé au Plan. De plus aucun moyen n'a été mis en œuvre pour l'éducation agri-environnementale, ce qui a d'autant limité les résultats. Depuis les années 1970 environ 20 000 millions de m³ ont été prélevés d'une surface de nappe aquifère de 5 500 km2. Sur cette quantité d'eau, environ 3 000 millions de m³ provenaient de réserves. La baisse moyenne des eaux du sous-sol a été de 30 mètres.
En plus de ces inégalités socio-économiques nettement accrues, l'échec se double des catastrophes écologiques induites : baisse des nappes aquifères, introduction de sel dans des terres fertiles, pollution des nappes aquifères par les nitrates, assèchement des marais des lagunes de Ruidera et surtout du parc national des Tablas de Daimiel. 80 % des marais des Tablas de Daimiel avaient disparu en 1998, et la plupart des 20 % restants ne fonctionnent plus naturellement du point de vue hydrologique. La gravité de cette situation a amené en 2008 l'Unesco à remettre en cause le statut de réserve de biosphère du parc national des Tablas de Daimiel (et la protection et l'aide financière européenne qui résulte de ce statut), avec ultimatum de restaurer les zones humides de la réserve de biosphère des Tablas de Daimiel d'ici à 2011.
En 1995 le ministère de l'Environnement a mis en avant un projet d'aqueduc entre le Tage et La Mancha, pour alimenter le bassin supérieur du Guadiana à partir du Tage. Cet apport d'eau ne servirait pas à l'agriculture, mais uniquement à l'approvisionnement urbain et celui des zones écologiques protégées. Mais ce projet a été très mal reçu, pour deux raisons principales. D'une part il présume que les deux nappes aquifères déclarées surexploitées ne peuvent pas être régénérées, et choisit une solution facile et moins coûteuse au détriment des ressources en eau du futur ; d'autre part il cherche à remplacer le système hydrique naturel, ce qui est mal accepté.
Un Plan Special Gardiana Supérieur (Special Upper Guadiana Plan) d'un budget de 5 M€ a débuté en 2008, prévu pour une durée d'opération de 29 ans, dans le cadre de la Directive Eau de l'Union Européenne. Il concerne les eaux aquifères de la Manche de l'ouest, et doit en principe ramener d'ici à 2015 les marais aux normes exigées par l'Union Européenne en matière de zones humides. Des dérogations sont acceptées pour les cas justifiés, avec recul de la date limite en 2027.

## Galerie

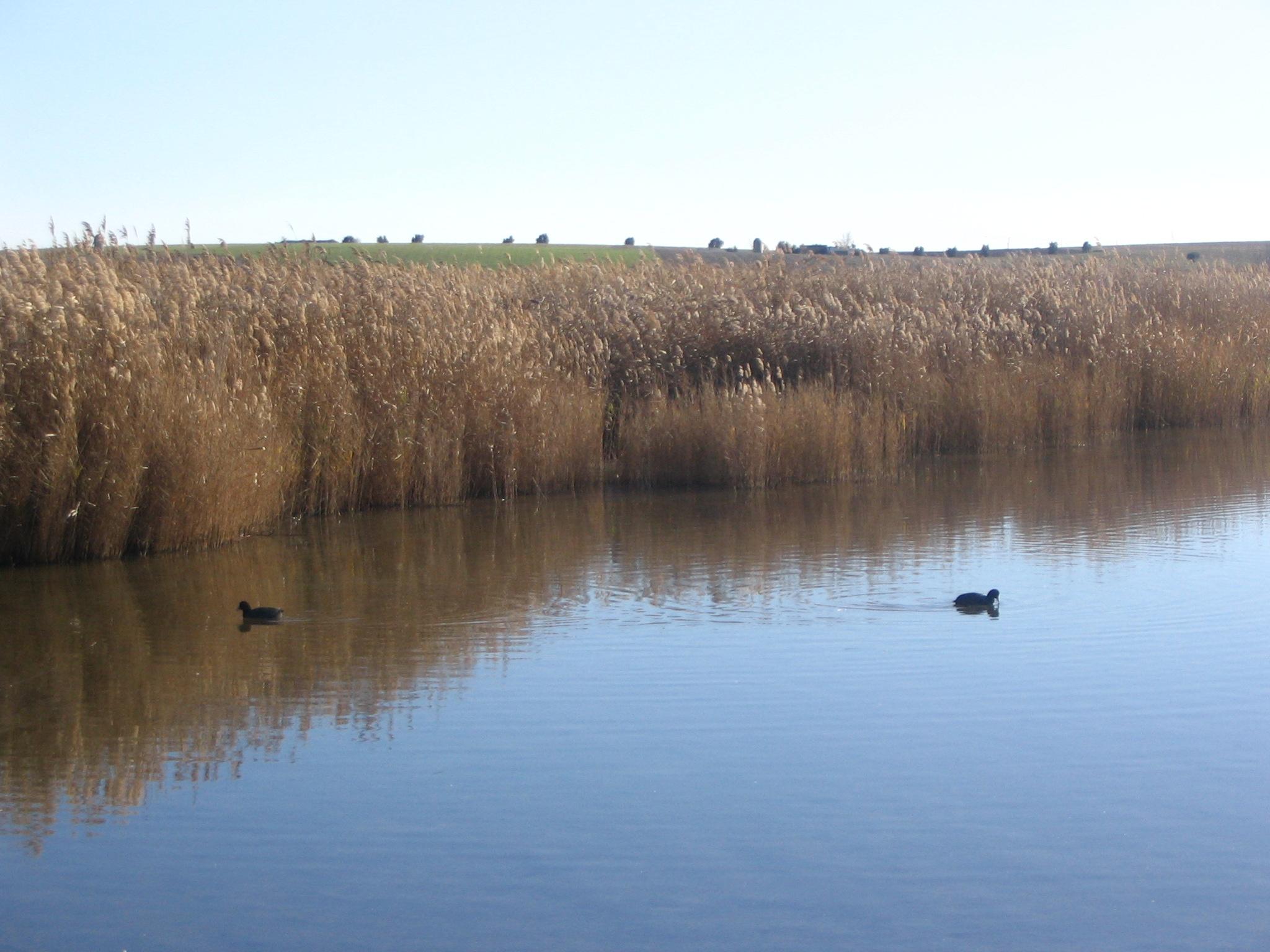
Parc national des Tablas de Daimiel (es).
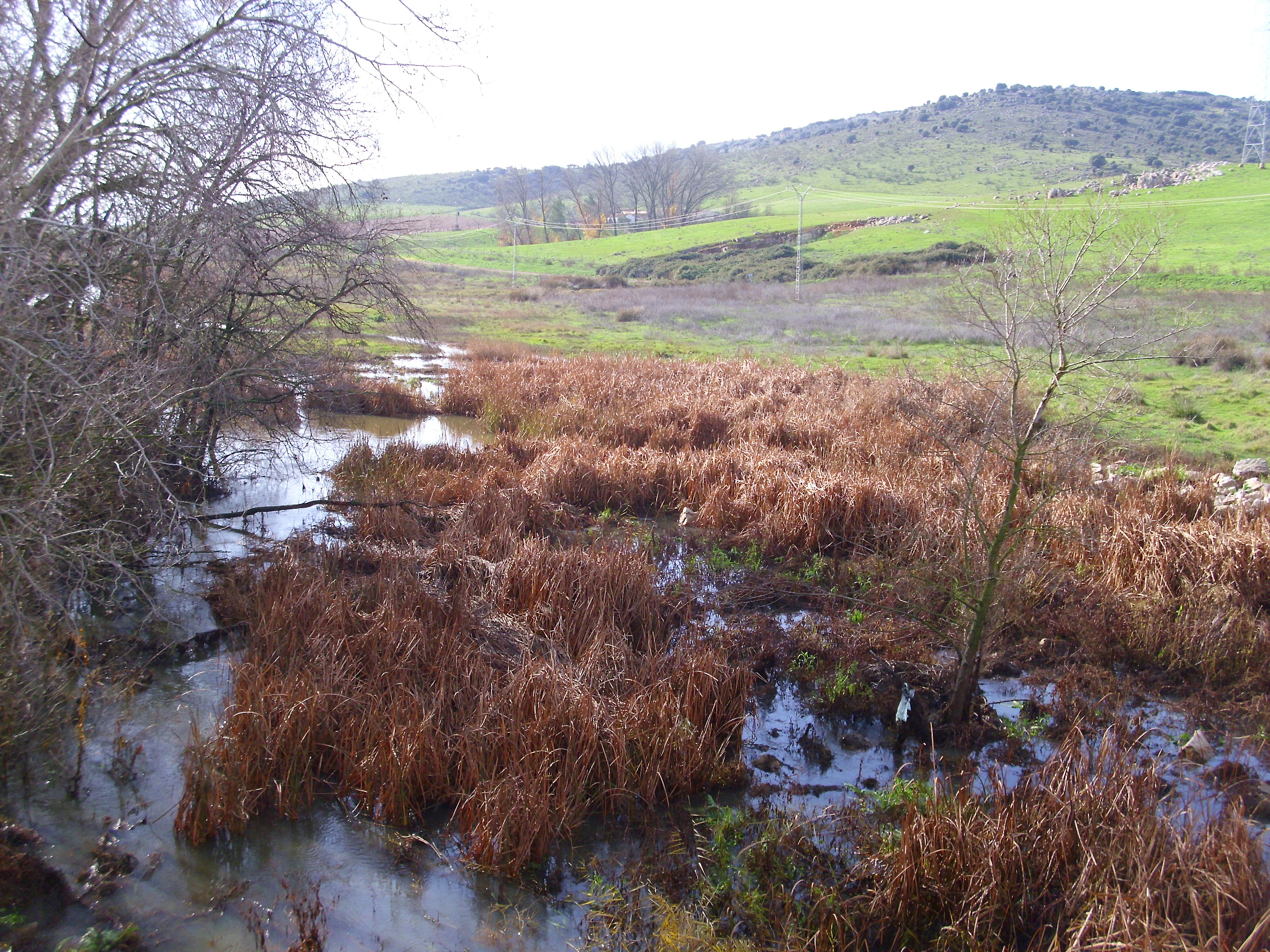
Le Guadiana vu du pont Poblete à Calatrava la Vieja (es).
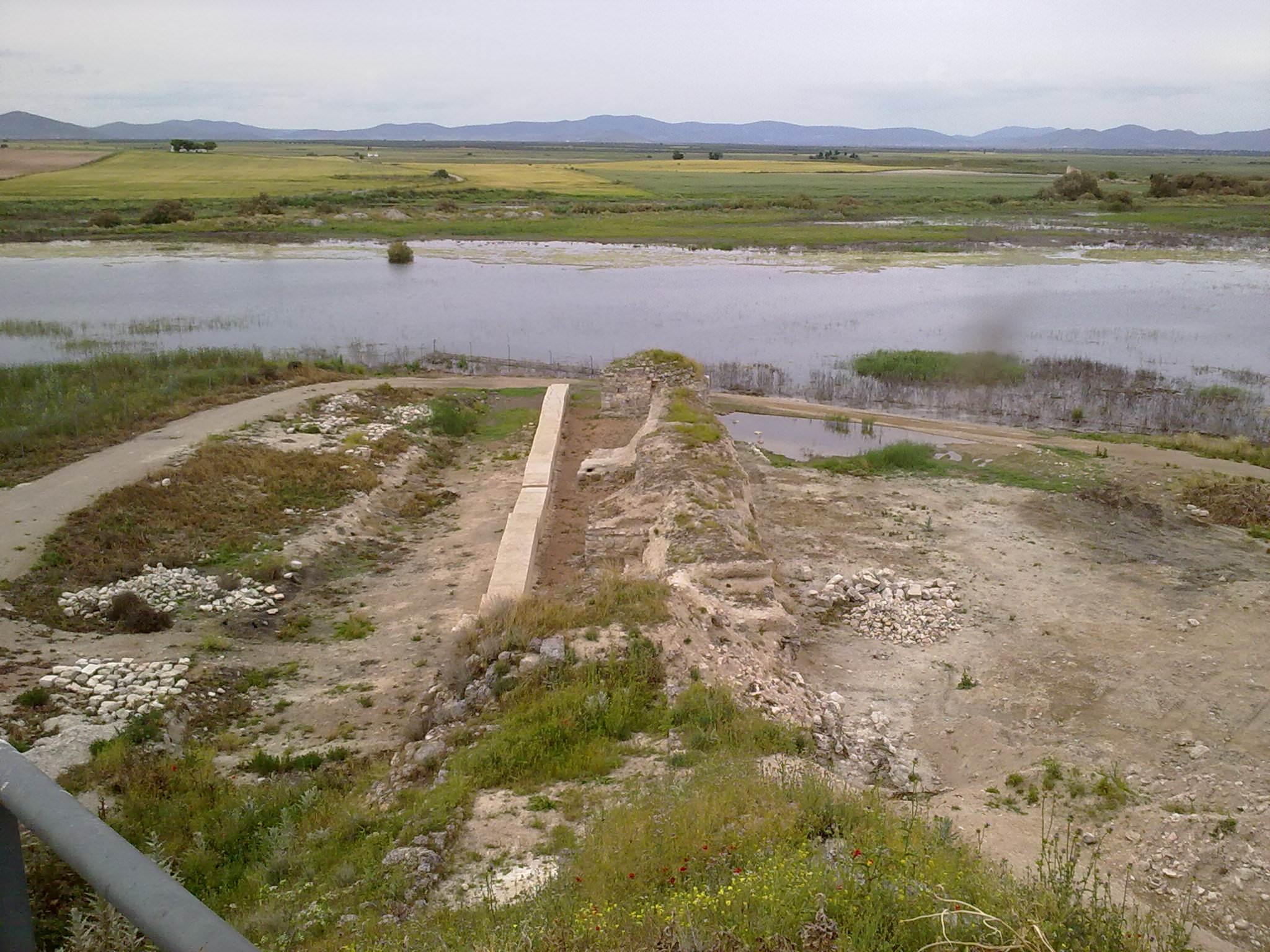
Devant les ruines du château de Calatrava la Vieja (es).
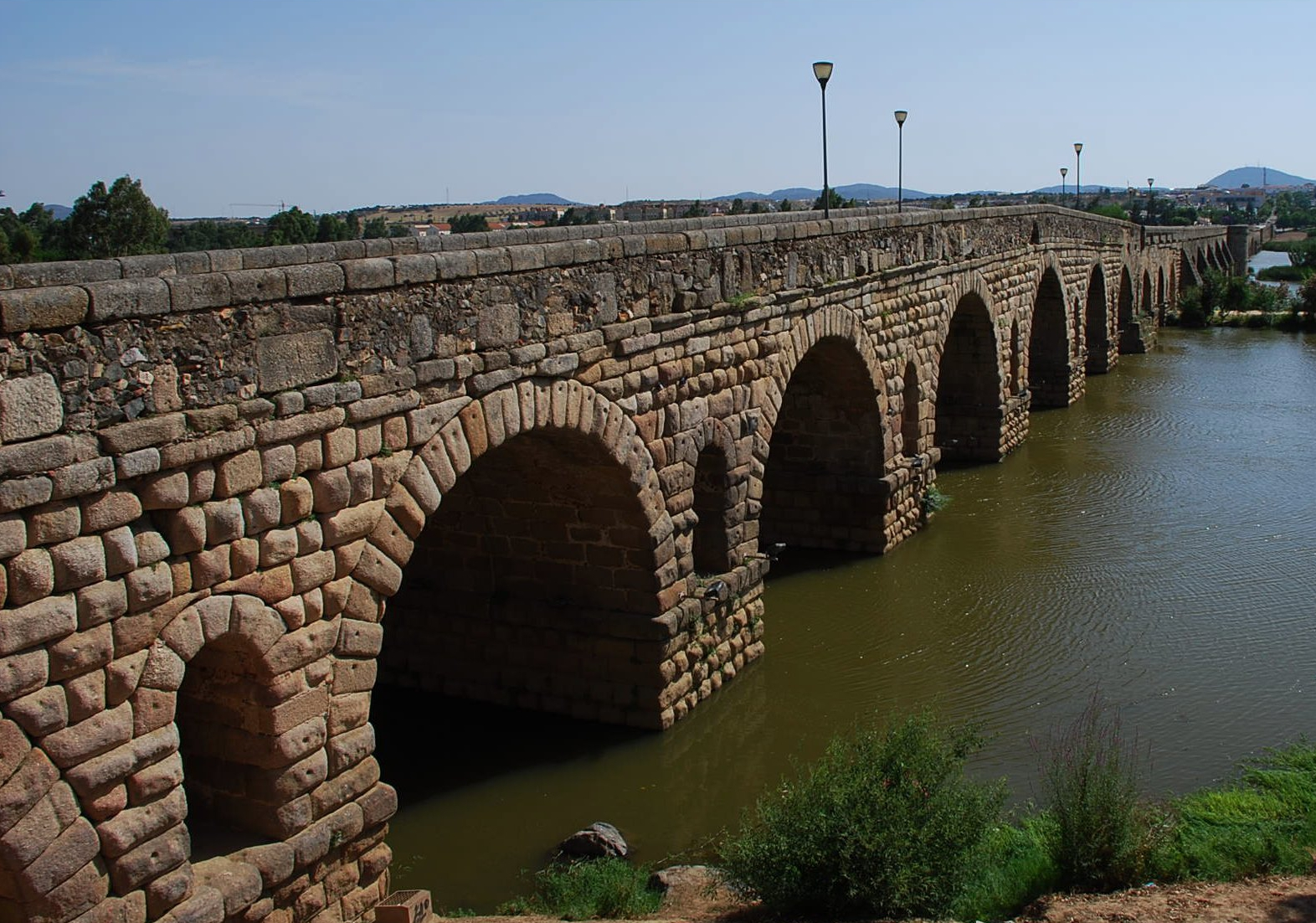
Pont romain à Merida (es).
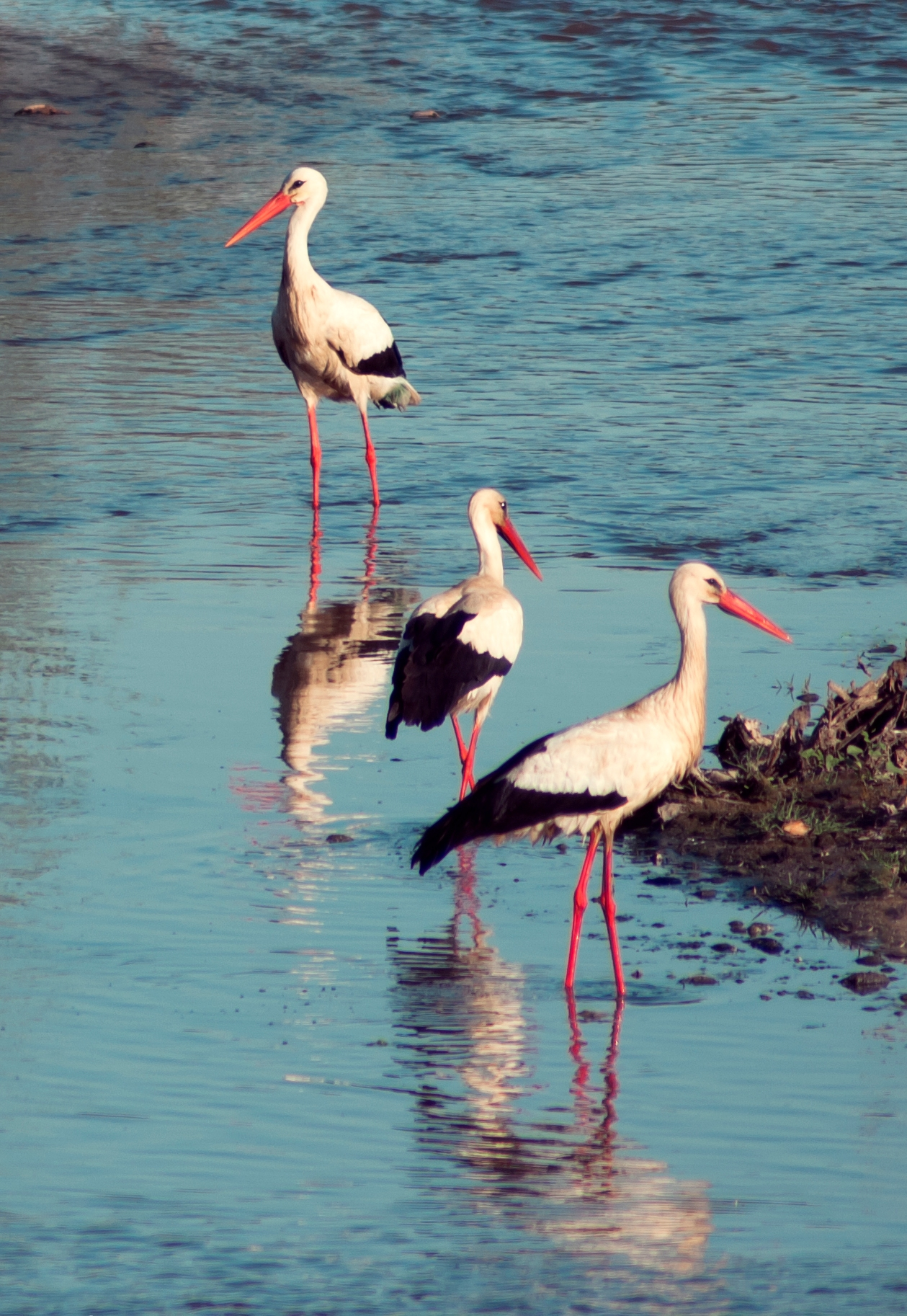
Cigognes sur le Guadiana près de Badajoz (es).
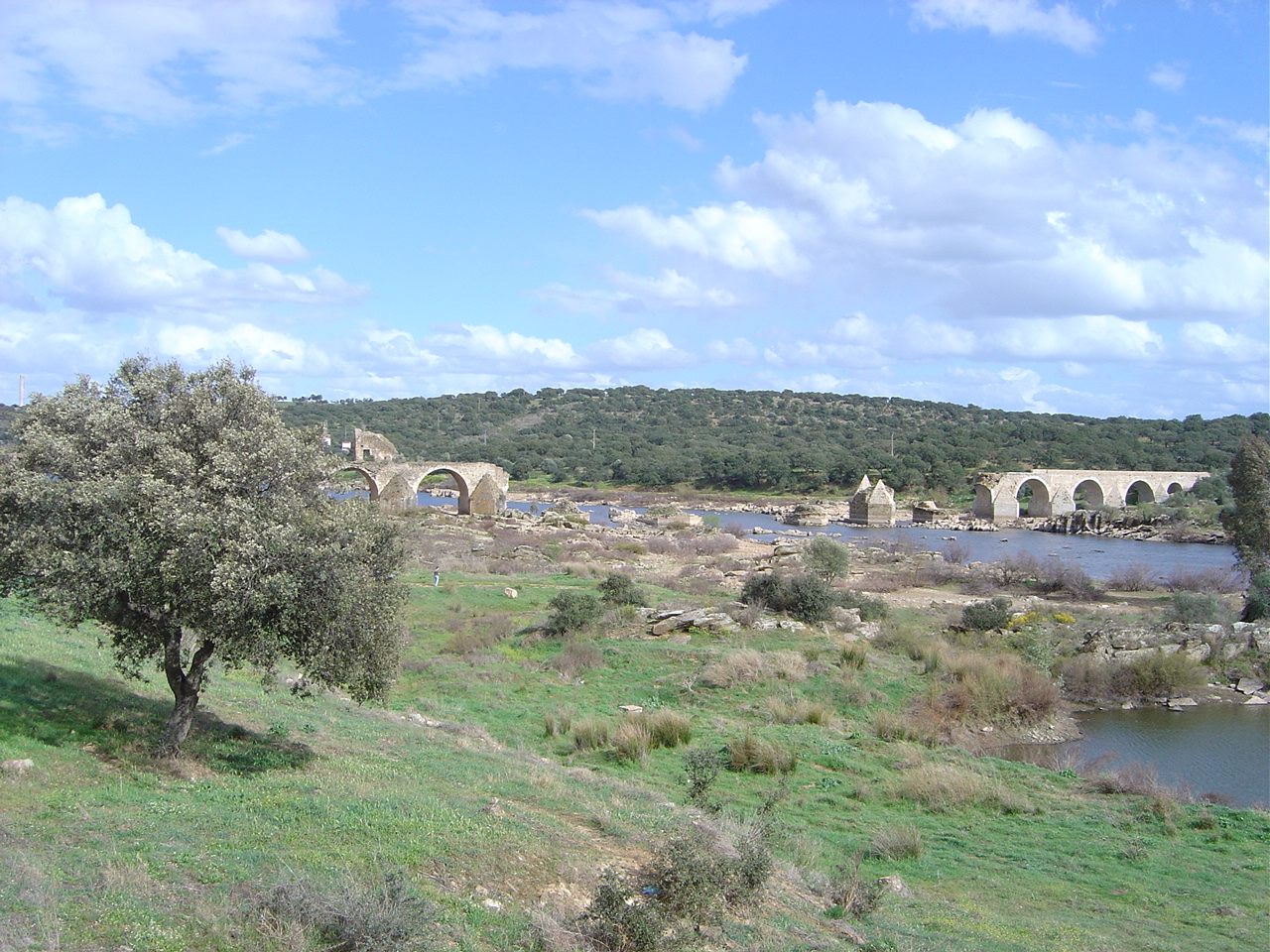
Pont romain d'Ajuda entre Elvas (pt) et Olivenza (es).
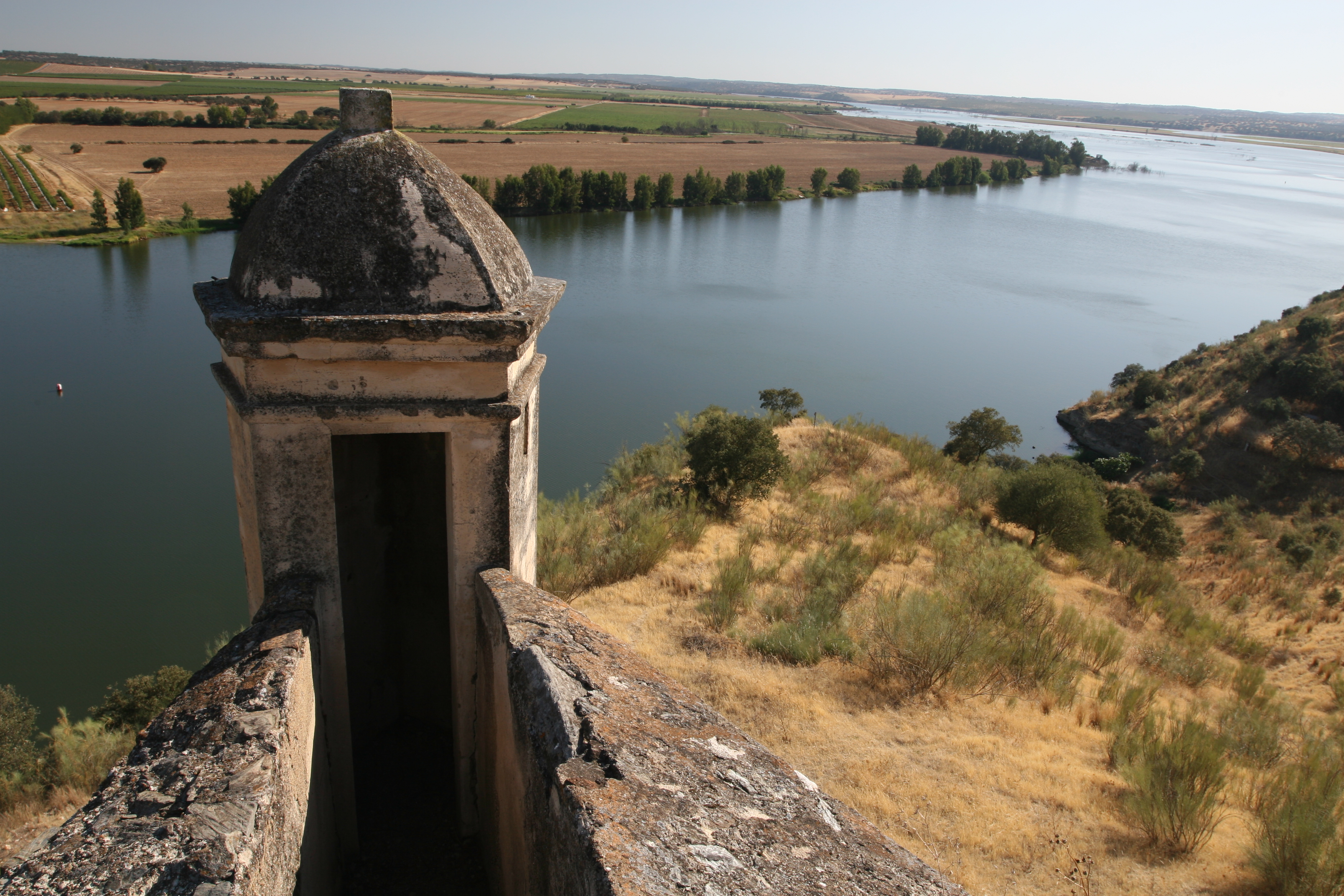
Le Guadiana à Juromenha (pt).
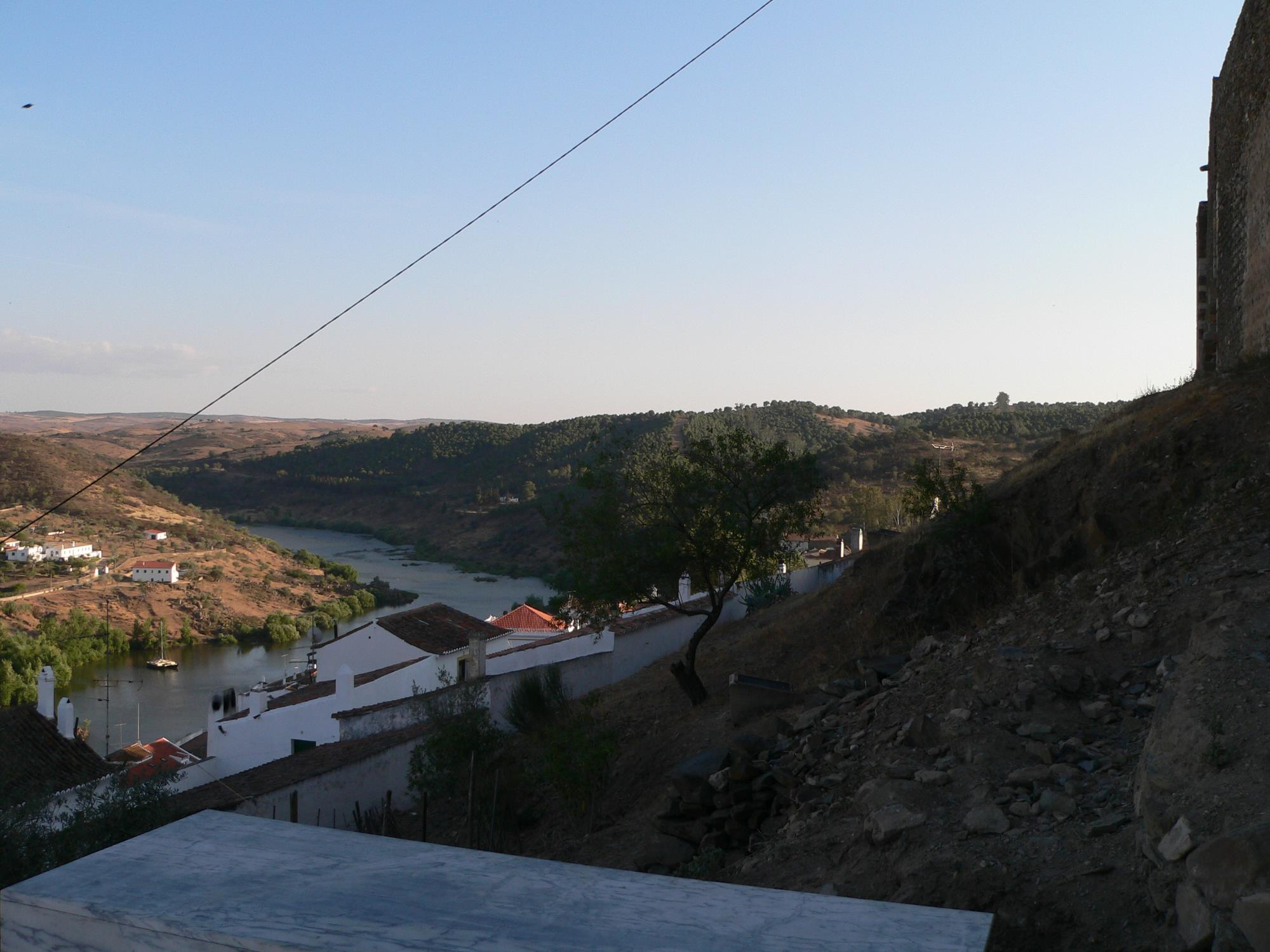
Le Guadiana, vu du château de Mértola (pt).
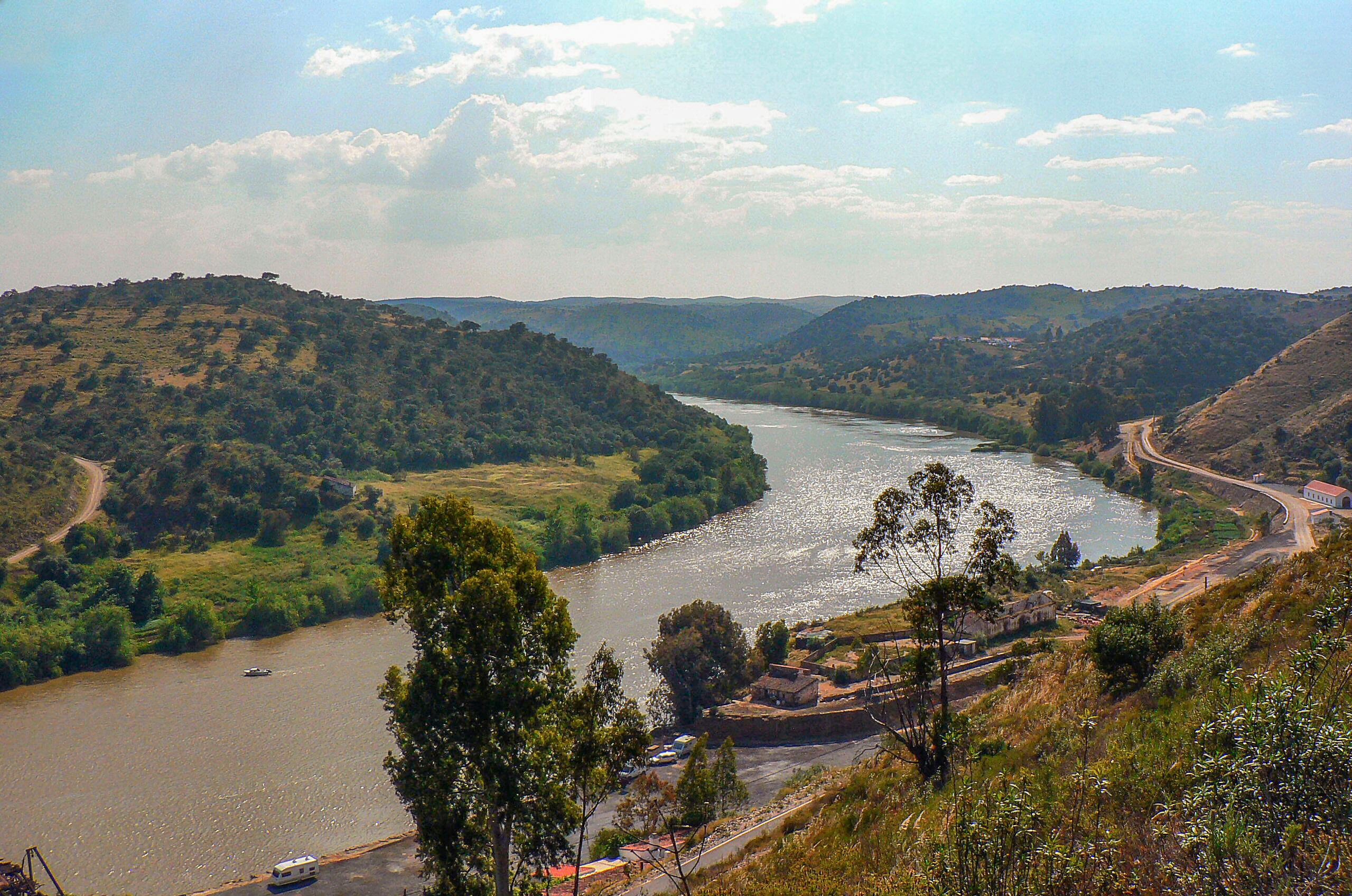
Le Guadiana à Pomarão (pt).
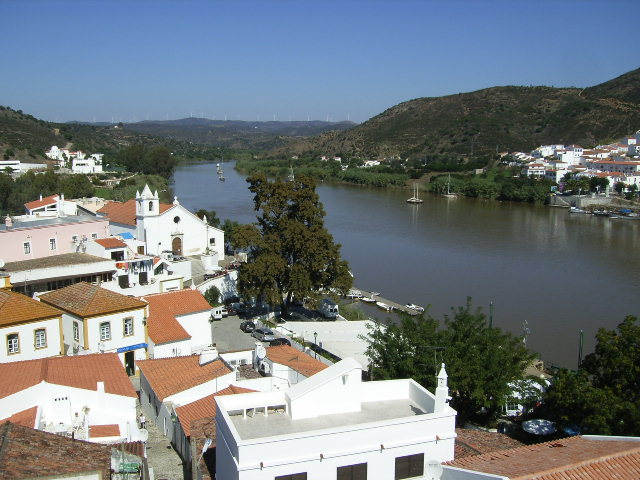
Le Guadiana à Alcoutim (pt).
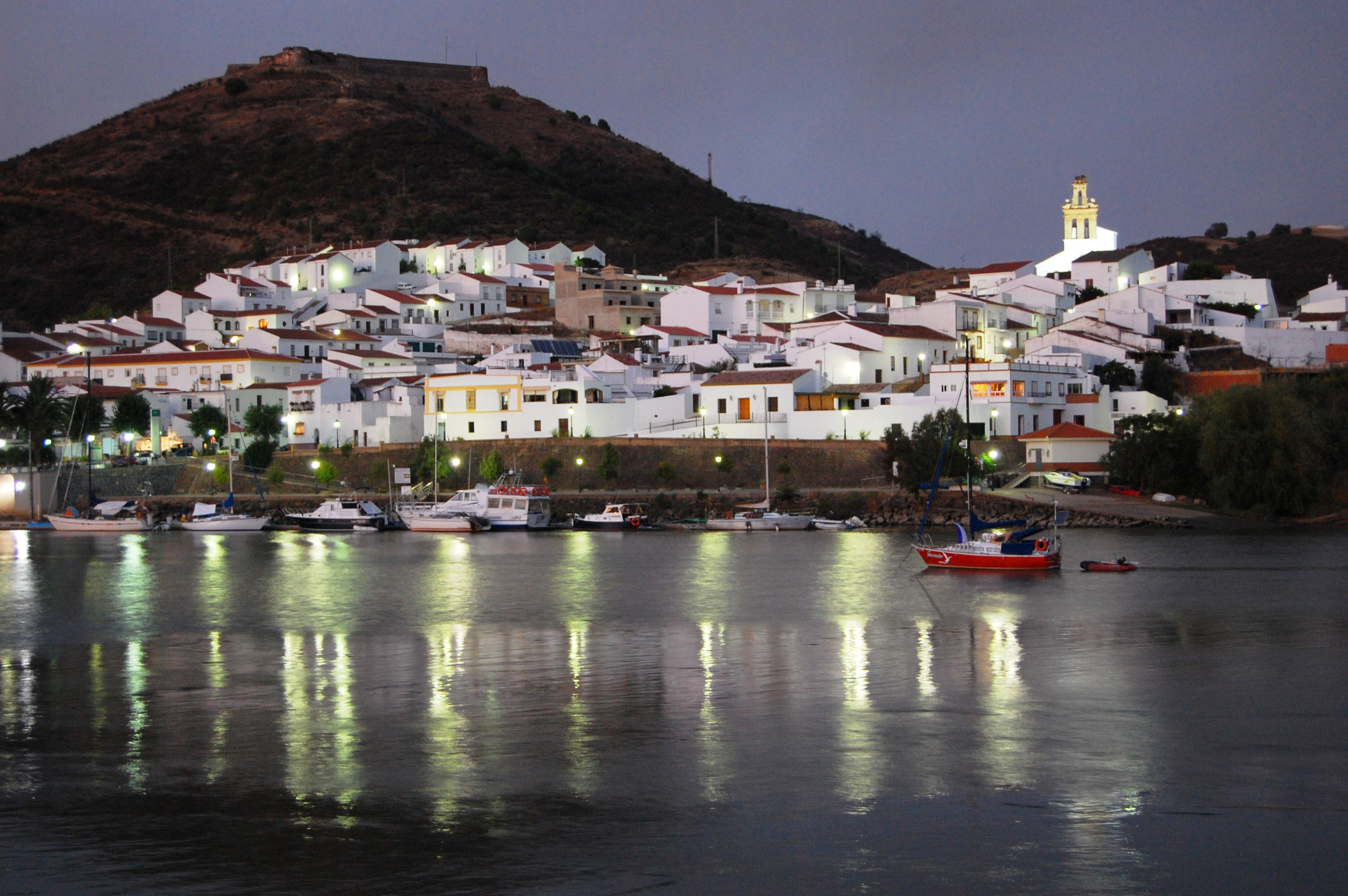
Le Guadiana à Sanlúcar de Guadiana (es).
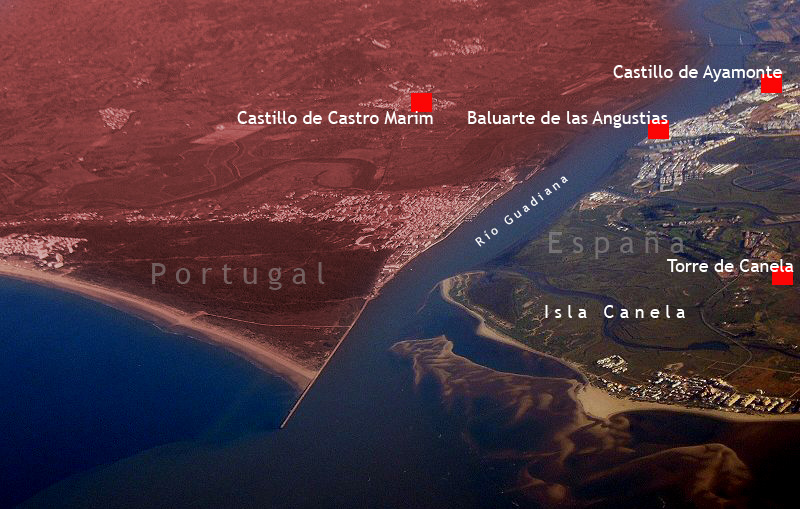
Ouvrages fortifiés à l'embouchure du Guadiana.
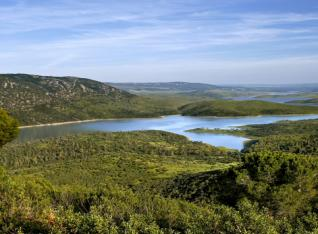
Réservoir de Cijana.
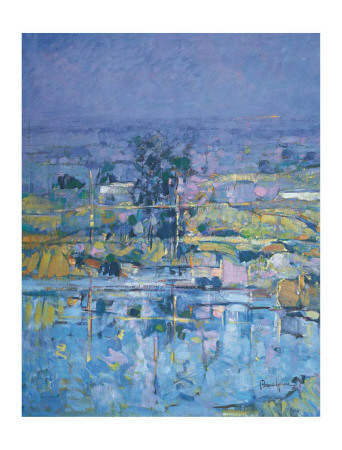
Peinture "Guadiana" par Florencio Aguilera.